# Braccio di Orione

Schema della Via Lattea conosciuta; il Braccio di Orione è indicato in arancione

Il Braccio di Orione, noto anche come Braccio Locale, è un braccio minore della nostra galassia, la Via Lattea; la sua importanza è data dal fatto che al suo interno si trova il nostro sistema planetario: il sistema solare.
Secondo studi effettuati verso la fine degli anni duemila, questo braccio si origina dal Braccio del Sagittario più o meno in direzione della costellazione della Freccia e presenta una biforcazione, con un ramo che segue l'andamento degli altri bracci di spirale e un ramo diretto verso i bracci esterni.
Al suo interno è ospitato un gran numero di complessi nebulosi molecolari e nubi molecolari giganti, in gran parte oscuri, nonché alcune delle regioni di formazione stellare più attive conosciute all'interno della Via Lattea. In aggiunta a ciò, la quasi totalità delle stelle visibili a occhio nudo e degli oggetti non stellari più luminosi visibili dalla Terra appartengono a questo braccio di spirale, come le Pleiadi, il Presepe e la Nebulosa di Orione.

## Caratteristiche generali

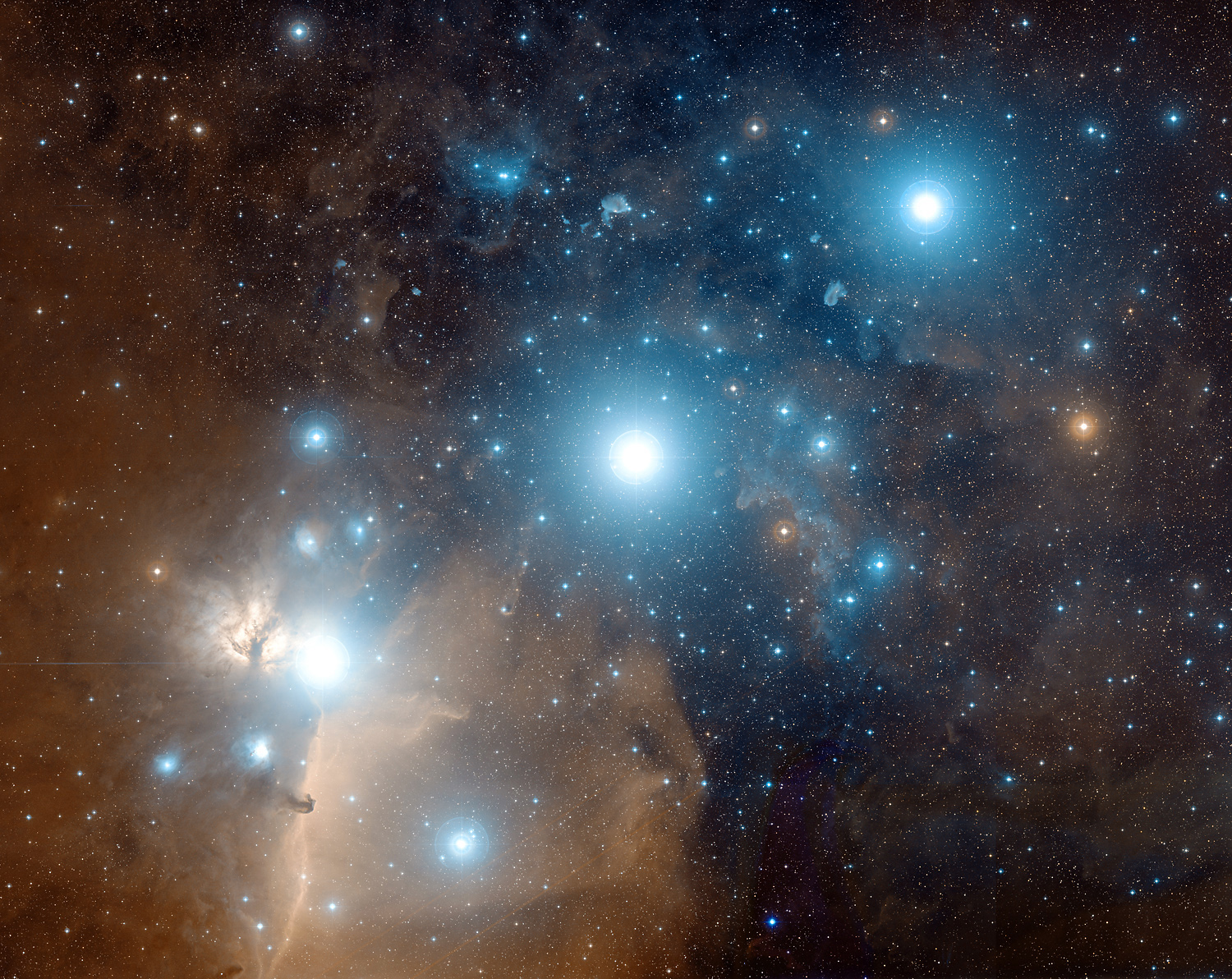
La Cintura di Orione, composta da alcune fra le stelle più brillanti e massicce del Braccio di Orione; nella parte bassa dell'immagine, sotto la cintura, brilla la stella azzurra, che qui appare circondata da una vasta e tenue nube di colore arancione. A sinistra della stella si osserva la celebre Nebulosa Testa di Cavallo.

Il nome del Braccio di Orione deriva dal fatto che il suo punto più ricco e intenso visibile dalla Terra si trova in direzione della costellazione di Orione; la sua posizione galattica si trova tra il Braccio del Sagittario e quello di Perseo, due dei maggiori bracci di spirale della nostra Galassia. Il Sole è posizionato all'interno del braccio, vicino al bordo interno della Bolla Locale, circa 8 000 parsec (26 000 anni-luce) dal centro della Via Lattea, in una posizione intermedia fra il suo nucleo e la sua estrema periferia. Come nel caso del Braccio di Perseo, la struttura e l'estensione del Braccio di Orione è stata determinata tramite lo studio della posizione delle nubi molecolari con emissioni nella banda del CO.
Nelle galassie spirali i bracci di spirale hanno un andamento simile a quello di una spirale logaritmica, una figura che si può teoricamente mostrare come risultato di un disturbo nella rotazione uniforme della massa di stelle. Come le stelle, i bracci di spirale ruotano attorno al centro, ma con una velocità angolare che varia da punto a punto: questo significa che le stelle transitano all'interno e all'esterno dei bracci di spirale, e la loro velocità di rivoluzione diminuisce nelle stelle che si trovano nelle regioni esterne ai bracci, mentre è più rapida per le stelle che vi si trovano all'interno. Si pensa che i bracci di spirale siano delle aree ad alta densità di materia, o meglio delle onde di densità emanate dal centro galattico; da ciò ne consegue che i bracci di spirale cambiano di continuo morfologia e posizione. L'onda di compressione aumenta la densità dell'idrogeno molecolare, che, manifestando fenomeni di instabilità gravitazionale, collassa facilmente dando luogo alla formazione di protostelle; di fatto, i bracci appaiono più luminosi del resto del disco non perché la loro massa sia notevolmente più elevata, ma perché contengono un numero di stelle giovani e brillanti di gran lunga superiore rispetto alle altre aree del disco stesso. Come le stelle si muovono attraverso il braccio, la velocità spaziale di ciascuna di esse viene modificata dalle forze gravitazionali della densità più elevata; questa velocità ridiminuisce come le stelle riescono dal braccio di spirale. Questo effetto a "onda" può essere paragonato a un punto di traffico intenso di un'autostrada, con le auto costrette a rallentare in determinati punti. I bracci di fatto sono visibili a causa della loro alta densità, che facilita peraltro la formazione stellare, e spesso nascondono al loro interno stelle giovani e luminose.
Rispetto ai bracci di spirale maggiori, il Braccio di Orione mostra alcune particolarità. Esso si originerebbe sul Braccio del Sagittario all'altezza della grande regione di formazione stellare W51, indicata come punto di biforcazione in base a studi sulla parallasse, e prosegue verso la regione di Cygnus X, il Complesso di Cefeo, la Bolla Locale (dove si trova il Sole) e il Complesso di Orione. Oltre la Nebulosa di Gum, presenterebbe una biforcazione: una parte devierebbe verso il Cane Maggiore e si dirigerebbe verso l'esterno della Via Lattea, dapprima intersecando il Braccio di Perseo, formando un addensamento di stelle giovani, poi raggiungendo il Braccio Esterno; la seconda ramificazione, più piccola, si dirige verso le Vele, nella regione del Vela Molecular Ridge, per alcune migliaia di anni luce, terminando oltre la regione di Puppis A e dell'associazione Turner 5. Secondo altri studi che prendono sempre in esame le misurazioni di parallasse di alcune regioni di formazione stellare, il punto di origine del Braccio di Orione non sarebbe W51 ma la sorgente di radiazione infrarossa G59.7+0.1 (IRAS 19410+2336), posta in primo piano rispetto a W51 (e quindi più vicina), nei pressi della nebulosa NGC 6820; W51 farebbe invece pienamente parte del Braccio del Sagittario.
Una struttura simile al Braccio di Orione, ossia un braccio di spirale intermedio che si dispone trasversalmente andando a intersecare altri bracci più esterni, sembra essere un elemento comune a tante altre galassie a spirale, come la famosa M74, nella costellazione dei Pesci, o M101, nell'Orsa Maggiore. Il punto in cui il Braccio di Perseo e il Braccio di Orione si incrociano, circa alle coordinate galattiche l=235°-245°, mostra una maggiore presenza dei giovani ammassi di stelle, mentre le nubi molecolari con emissioni nella banda del CO sembrano essere scarsamente presenti; ciò denota probabilmente una sorta di sfaldamento del Braccio di Perseo in coincidenza del Transito di Perseo.
Il Braccio di Orione è responsabile del grande addensamento di stelle visibile nella fascia di cielo compresa fra l'Auriga e le Vele: questo tratto di cielo infatti è il più ricco di stelle dalla quinta alla nona magnitudine dell'intera volta celeste; molte di queste stelle sono visibili a occhio nudo, mentre le stelle più deboli formano dei ricchissimi campi stellari, specialmente nelle costellazioni di Orione, Cane Maggiore e Poppa.

## Strutture maggiori

### Origine

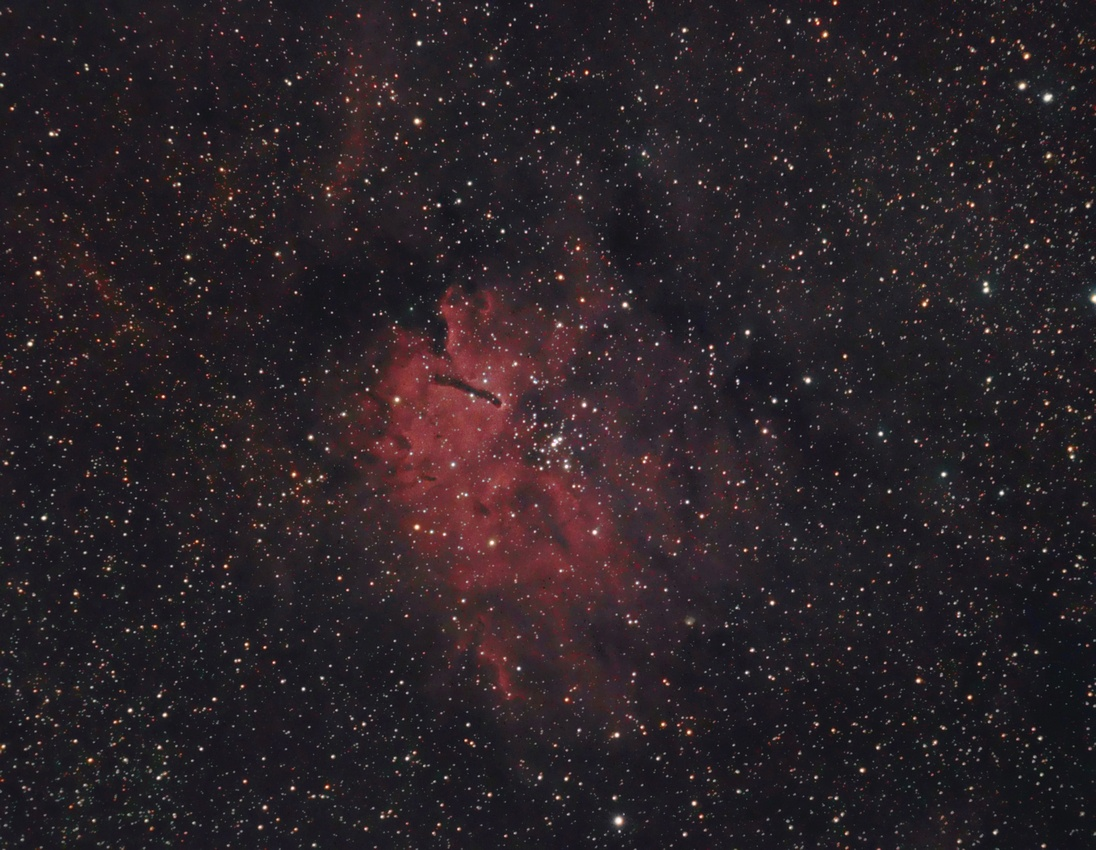
NGC 6820, la più grande fra le nubi legate all'associazione Vulpecula OB1

Sebbene non vi sia un consenso generale sul punto esatto in cui inizia il Braccio di Orione, la massima parte degli studiosi concordano che questo braccio abbia origine da una ramificazione del Braccio del Sagittario in direzione esterna. La ramificazione avviene all'altezza della parte settentrionale della costellazione dell'Aquila o, al più, in direzione della Freccia, a seconda delle interpretazioni. Questa regione presenta delle notevoli difficoltà di osservazione, dovute alla sovrapposizione sulla linea di vista di diversi banchi di gas e polveri interstellari, che oscurano la luce degli oggetti situati al di là di essi; questi banchi nebulosi si trovano a una distanza di circa 200-300 parsec (650-980 anni luce) e formano la cosiddetta "Fenditura dell'Aquila".
La parte settentrionale dell'Aquila ospita il grande complesso nebuloso molecolare W51, che costituisce una delle regioni di formazione stellare più estese della Via Lattea e si pensa che rappresenti il primo stadio della nascita di una massiccia associazione OB. La sua distanza è stata determinata in base a studi sulla parallasse trigonometrica e sulla velocità radiale di alcuni maser ad acqua in esso ospitati, con particolare riferimento alla regione denominata W51 IRS2, una delle maggiori sorgenti di radiazione infrarossa della regione; tale distanza è stata indicata come compresa fra 5 100 e 5 800 parsec dal sistema solare. Alcuni studi indicano questa regione come il possibile punto di inizio del Braccio di Orione, mentre secondo altri studi, W51 appartiene interamente al Braccio del Sagittario.
Gli studi che negano la tesi secondo cui il Braccio di Orione si origini all'altezza di W51, indicano come punto di biforcazione la sorgente di radiazione infrarossa G59.7+0.1 (IRAS 19410+2336), posta nei pressi della nube NGC 6820; NGC 6820 è la nube più estesa visibile nella costellazione della Volpetta, legata all'associazione Vulpecula OB1. Vulpecula OB1, situata alla distanza media di 2 300 parsec (7 500 anni luce), è composta da circa un centinaio di stelle di grande e media massa e si estende per un diametro apparente di oltre 6°; la sua parte centrale coincide con l'ammasso NGC 6823, mentre i suoi membri si possono rinvenire su un'area ovale molto più estesa. Le nebulose associate a questa regione ospitano alcuni fenomeni di formazione stellare riguardanti in generale stelle di grande e media massa. Oltre all'estesa NGC 6820, ionizzata dalle stelle dell'ammasso NGC 6823, vi sono le piccole nubi Sh2-87 e Sh2-88, ionizzate da una stella massiccia di classe spettrale B0 fortemente oscurata e circondata dai gas delle nubi stesse; anche in queste due nubi sono attivi fenomeni di formazione stellare, come è testimoniato dalla presenza di getti bipolari, come gli oggetti HH, e di maser ad acqua.

### La regione del Cigno

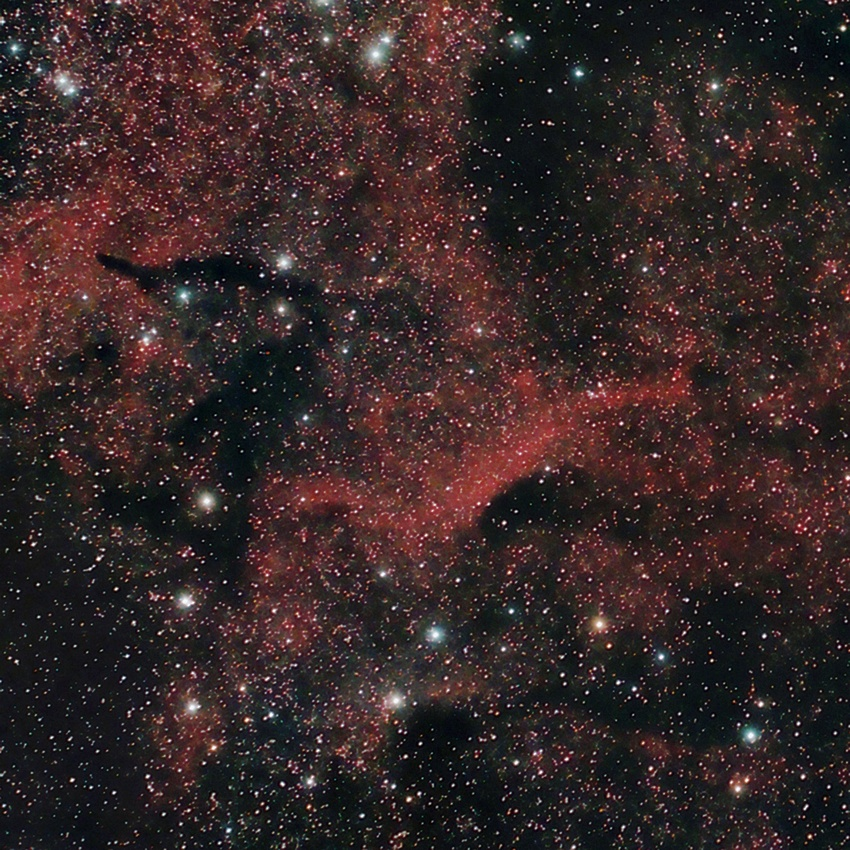
La parte più meridionale del complesso nebuloso Sh2-109, con il risalto della nebulosa oscura B147

Attorno ai 2 300 parsec di distanza il bordo del Braccio di Orione rivolto verso l'esterno ricade in direzione della costellazione del Cigno; questo tratto comprende alcune brillanti associazioni OB, come Cygnus OB3 e Cygnus OB8. La prima di queste conta una quarantina di stelle massicce di classe O e B, cui si aggiungono due stelle di Wolf-Rayet catalogate come WR 134 e WR 135; le stelle dominanti sono invece la supergigante blu HD 190429 e la gigante blu HD 191456. Cygnus OB8 è la più esterna delle due ed è situata a breve distanza dalla nube Sh2-115 ed è composto da una ventina di giganti e supergiganti azzurre.
A 1 500 parsec di distanza il Braccio di Orione è dominato in senso assoluto dall'immenso sistema nebuloso del Complesso del Cigno; le due componenti principali del sistema sono la grande nube ionizzata Sh2-109 e la nube molecolare gigante Cygnus X, che costituiscono assieme uno dei più estesi complessi nebulosi conosciuti all'interno del Gruppo Locale di galassie. Sebbene lo studio di questa regione sia reso meno facile a causa della sovrapposizione di nubi oscure lungo la linea di vista, sono state identificate in esso ben 159 nubi distinte, delle quali sono note diverse caratteristiche come la densità, le dimensioni e la massa; a queste si aggiungono sette grandi regioni H II, tre resti di supernova, 45 stelle T Tauri, 18 getti molecolari e ben 215 sorgenti di radiazione infrarossa, coincidenti con oggetti stellari giovani e protostelle, probabilmente associate con le nubi molecolari. Il complesso sarebbe ancora in una fase iniziale della sua evoluzione, come sarebbe testimoniato dalla presenza di alcuni ammassi aperti estremamente giovani e concentrati con componenti stellari brillanti e massicce. Nella parte più remota della regione, connesso con una delle associazioni OB della zona, si trova il ben noto oggetto Cygnus X-1, una sorgente di raggi X da molti considerata come un buco nero che risucchia la materia della sua stella compagna, una supergigante blu.

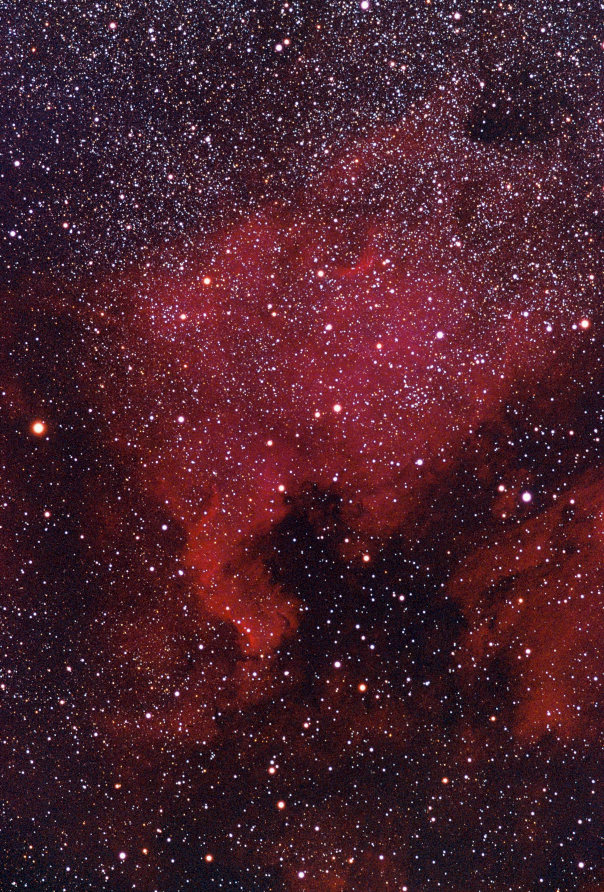
La Nebulosa Nord America, facente parte del complesso della Fenditura del Cigno

Fra le regioni più studiate del complesso vi è la nube DR 21, nota anche come W75; si tratta di una delle regioni di formazione stellare più massicce della Via Lattea e sarebbe composta da due nubi molecolari giganti in interazione fra loro: la regione più densa e più massiccia, localizzata in una posizione centrale, potrebbe essersi originata da un fenomeno di collasso generalizzato; in questa area ha avuto luogo la formazione di stelle calde, che hanno così illuminato i gas circostanti, trasformando la nube molecolare nella compatta regione H II che oggi è possibile osservare. DR 21 è una struttura estremamente giovane, dove le turbolenze e le pressioni originate dai corpi circostanti non hanno ancora alterato la struttura in modo da causare un rallentamento della contrazione.
Dai gas del complesso si sono originate tre grandi associazioni OB, note come Cygnus OB1, Cygnus OB2 e Cygnus OB9; fra queste, la più importante e maggiormente studiata è Cygnus OB2, famosa per essere una delle associazioni OB più brillanti e concentrate della Via Lattea; è formata da un gran numero di stelle supergiganti di colore blu, alcune delle quali sono anche fra le più intrinsecamente luminose conosciute, come la celebre Cygnus OB2-12. Le sue componenti sono estremamente giovani e mostrano una velocità di rotazione moderatamente ridotta. Alcuni studiosi, considerando la massa, la densità e le dimensioni dell'associazione, hanno ipotizzato che Cygnus OB2 sia in realtà un esempio di ammasso globulare in formazione: oggetti simili sono stati osservati sia nella Grande Nube di Magellano, sia nelle regioni di formazione stellare presenti in altre galassie; si è anche fatto notare che questo sarebbe il primo di questa classe di oggetti noto all'interno della nostra galassia.
Sovrapposto al Complesso del Cigno, ma a una distanza inferiore (circa mille parsec), si trovano le due piccole associazioni Cygnus OB4 e Cygnus OB7. A circa ottocento parsec si estende la grande Fenditura del Cigno, un vasto complesso di nebulose oscure che maschera quasi completamente la retrostante regione del Complesso del Cigno; parte dei gas della Fenditura appaiono ionizzati dalle stelle dell'associazione Cygnus OB7 e diventano così visibili, formando la celebre Nebulosa Nord America e la Nebulosa Pellicano; in particolare, la principale responsabile dell'eccitazione dei gas di queste due nebulose sarebbe la sorgente 2MASS J205551.25+435224.6, coincidente con una giovane stella blu di classe spettrale O5V.

### Le regioni di Cefeo

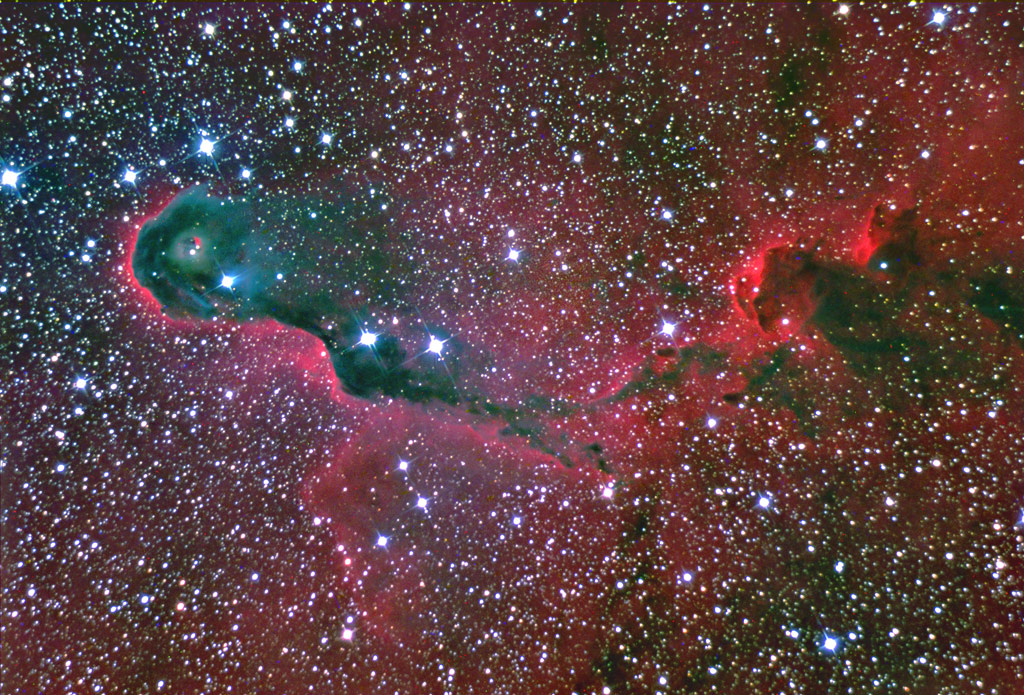
La celebre nebulosa vdB 142, soprannominata "Proboscide d'Elefante" a causa della sua forma allungata. Bozzoli oscuri come questi spesso ospitano delle giovani stelle in formazione.

Il Braccio di Orione in direzione della costellazione di Cefeo presenta una grande concatenazione di regioni di formazione stellare, la cui distanza media dal Sole si aggira sugli ottocento parsec (2 600 anni luce). Questo grande arco di stelle e nebulose attraversa la regione centrale del braccio, giungendo fino ai suoi bordi più esterni; la concatenazione comprende tre grandi associazioni OB visibili in direzione di Cefeo, note come Cepheus OB2, Cepheus OB3 e Cepheus OB4, prosegue in direzione di Cassiopea comprendendo Cassiopeia OB14, e termina in prossimità di Camelopardalis OB1, nella costellazione della Giraffa. La gran parte di queste regioni, in particolare quelle visibili in Cefeo, appare oscurata da grandi banchi di nubi oscure, che si estendono a elevate latitudini galattiche proprio in direzione dei complessi nebulosi, estesi anch'essi a latitudini galattiche elevate, fra 0° e +30°;
Nel complesso di Cefeo la formazione stellare sarebbe stata provocata, negli ultimi milioni di anni, dall'azione di diverse forze agenti: l'onda d'urto del resto di supernova in espansione che ha causato la superbolla denominata Loop III, che ha compresso il gas del mezzo circostante, sarebbe la causa principale del modellamento della nube. All'interno del complesso sono stati scoperti una gran quantità di prove dell'attività di formazione: sono infatti noti diversi oggetti stellari giovani e di stelle di pre-sequenza principale, diverse stelle T Tauri, oltre un centinaio di stelle a emissione Hα e di sorgenti di radiazione infrarossa e una cinquantina di oggetti di Herbig-Haro.
Fra gli oggetti nebulosi più notevoli della regione vi è la grande nube IC 1396; la sua luminosità è dovuta all'eccitamento dei suoi gas operato dal vento stellare della gigante blu HD 206267, appartenente all'associazione Cepheus OB2. Sembra che l'espansione di questa regione H II abbia creato un ampio anello di gas molecolare dal raggio di circa dodici parsec, in un lasso di tempo di almeno tre milioni di anni. La struttura ad anello si estende per circa 3° ed è circondata da un gran numero di globuli scuri, al cui interno probabilmente avviene la formazione di nuove stelle a causa della compressione a opera della ionizzazione, del fronte dell'onda d'urto dei venti stellari e della pressione di radiazione; i globuli maggiori si trovano sul lato nord-occidentale della regione nebulosa. Fra questi globuli spicca il famoso bozzolo soprannominato Proboscide d'elefante.

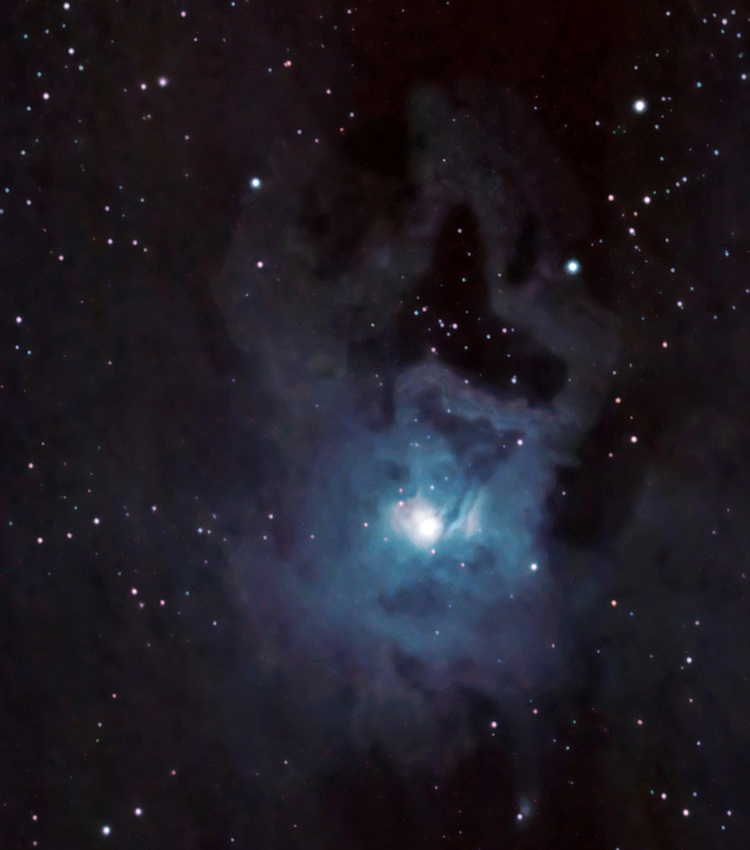
La nebulosa NGC 7023, uno dei riferimenti utilizzati nel tentativo di stabilire la distanza del Complesso di Cefeo

Fra le nubi meno appariscenti spicca Sh2-140, una regione H II situata sul bordo sudoccidentale della nebulosa oscura LDN 1204, nella Bolla di Cefeo, a una distanza di circa nocecento parsec (2 900 anni luce) dal Sole. La Bolla di Cefeo è una struttura situata nei pressi di Cepheus OB2, causata probabilmente dall'esplosione di più supernovae. A questa nube si aggiungono le nebulose a riflessione NGC 7129 e NGC 7023; al centro di quest'ultima si trova un piccolo ammasso aperto di stelle che mostrano delle linee di emissione Hα variabili, più quattro stelle T Tauri; secondo alcuni studi, la stella variabile PV Cephei, situata circa dieci parsec a ovest della nube, sarebbe stata espulsa dalla nube stessa circa 100 000 anni fa.
Fra le associazioni OB della regione di Cefeo, la più occidentale (la più prossima a Cygnus OB7) è Cepheus OB2; quest'associazione sarebbe divisa in due sottogruppi di diverse età: il più giovane, catalogato come Cepheus OB2b, coincide con l'ammasso aperto Tr 37, uno dei più giovani ammassi conosciuti, con un'età stimata sui 3,7 milioni di anni; a questo sottogruppo apparterrebbe anche la famosa μ Cephei, la Stelle Granata di Herschel. Il secondo sottogruppo, Cepheus OB2a, contiene un gran numero di stelle massicce evolute che si sono sparse in una vasta area compresa fra le latitudini galattiche 100°–106° e longitudini +2°–+8°; la sua età è stimata sugli otto milioni di anni e contiene al suo interno l'ammasso NGC 7160. Cepheus OB2a è circondato da una struttura nebulosa ad anello, la Bolla di Cefeo, forse ciò che resta dell'esplosione di un'antica supernova; questa esplosione potrebbe essere stata la causa dell'avvio dei processi di formazione stellare che hanno portato alla nascita dell'associazione, come sembra essere testimoniato dalla presenza di alcune regioni H II e sorgenti di radiazione infrarossa che paiono contenere giovani stelle in formazione.
Cepheus OB3 appare di dimensioni apparentemente più ridotte rispetto alla precedente, sebbene la distanza, stimata sui 725 parsec, sia paragonabile a quella del precedente; al suo interno si trovano una quarantina di stelle giovani e brillanti ed è associata alla nube Sh2-155, soprannominata talvolta Nebulosa Grotta. Anche quest'associazione è composta da due sottogruppi, distinti in base all'età delle loro componenti. Cepheus OB4 sarebbe composta invece da 42 giganti blu, poste alla distanza di 845 parsec dal Sole; queste componenti presentano un forte arrossamento a causa della loro collocazione nelle regioni interne alla nube, dove i gas agiscono da filtro impedendo alla loro luce di passare. L'età delle stelle dell'associazione sarebbe compresa fra 0,6 e 6 milioni di anni. Esternamente rispetto all'arco formato dalle precedenti associazioni, a una distanza di circa 1 100 parsec (3 600 anni luce), si trova l'associazione Cassiopeia OB14, composta da quattro stelle supergiganti estremamente luminose, fra le quali spicca κ Cassiopeiae; l'intensa radiazione di questa stella sarebbe, secondo alcuni studi, la responsabile dell'avvio di alcuni fenomeni di formazione stellare nelle nubi a essa adiacenti.
In corrispondenza di Cepheus OB2, ma a una latitudine galattica differente, si osserva la regione di Lacerta OB1, un piccolo complesso di nebulose a riflessione e ionizzate legate a un'associazione OB piuttosto giovane e poco estesa. Nonostante la scarsa luminosità delle sue componenti, Lacerta OB1 è una delle associazioni OB più vicine al sistema solare, essendo situata a circa 370 parsec (1 200 anni luce).

### La regione locale

#### Il bordo interno

La Nube di Rho Ophiuchi, una delle regioni di formazione stellare più vicine al sistema solare

Il bordo interno del Braccio di Orione, ossia quello rivolto verso il centro galattico, presenta una lunga serie di nubi molecolari che dalle nubi della Fenditura del Cigno si estendono fino a meno di duecento parsec dal sistema solare; questa catena nebulosa è ben evidente anche a occhio nudo come una lunghissima scia oscura che taglia longitudinalmente la Via Lattea boreale dalla costellazione del Cigno a quella dell'Aquila, si allarga in direzione dell'Ofiuco e devia verso le alte latitudini galattiche. queste stesse nubi sono anche le responsabili dell'oscuramento del complesso di W51, come visto in precedenza. La lunga sequenza di nebulose oscure termina in direzione della parte settentrionale dello Scorpione, dove una parte del gas viene illuminato dalla radiazione di giovani e brillanti stelle azzurre, come la massiccia ρ Ophiuchi; da questa stella prende il nome l'intera nebulosa, nota proprio come Nube di Rho Ophiuchi.
Con una distanza media di appena 130 parsec (420 anni luce), la Nube di Rho Ophiuchi è di una delle regioni di formazione stellare più vicine in assoluto al sistema solare e rappresenta un laboratorio d'eccellenza per lo studio dei fenomeni di formazione stellare di grande, media e piccola massa. Il corpo principale della nube, indicato con la sigla LDN 1688, si colloca presso la stella ρ Ophiuchi, che lo illumina parzialmente diventando così visibile anche otticamente come nebulosa a riflessione e a emissione; la radiazione ultravioletta di questa stella e il suo colore bluastro imprime ai gas della nube un colore marcatamente azzurrognolo. La nube si estende in direzione sud e SSE, verso la brillante supergigante rossa Antares; parte dei gas vengono illuminati direttamente da questa stella, come è ben evidente dal colore rossastro assunto dalla nube in questa regione. Altre stelle poste poco a sud di ρ Ophiuchi sono invece responsabili dell'illuminazione di varie sezioni della nube, come vdB 105. A est della nube si estendono due lunghi filamenti periferici, indicati con le sigle LDN 1709, a nordest, e LDN 1704, in direzione nord; la nube secondaria, situata a sudest rispetto alla principale, è indicata come LDN 1689; a essa è connesso un filamento orientato verso nordest, noto come LDN 1712. L'insieme di questi filamenti oscuri, costituenti due evidenti correnti parallele, sono indicate anche con le sigle B44 e B45, rispettivamente quella di sudest e quella di nordest. Le principali responsabili del riscaldamento diretta dei gas e delle polveri del complesso nebuloso sono le stelle di classe spettrale B, ossia le stelle blu di grande massa, poste all'interno della nube stessa, mentre le regioni più occidentali risentono dell'influenza di HD 147889, un astro di settima magnitudine situata a sud di ρ Ophiuchi. In totale, il complesso nebuloso possiede una massa pari a 3 000 M⊙, oltre la metà della quale è concentrata nella nube LDN 1688. Parte dei gas della nube riceve l'intensa radiazione della supergigante rossa Antares, situata nelle vicinanze, assumendo così una colorazione rosso-arancione.

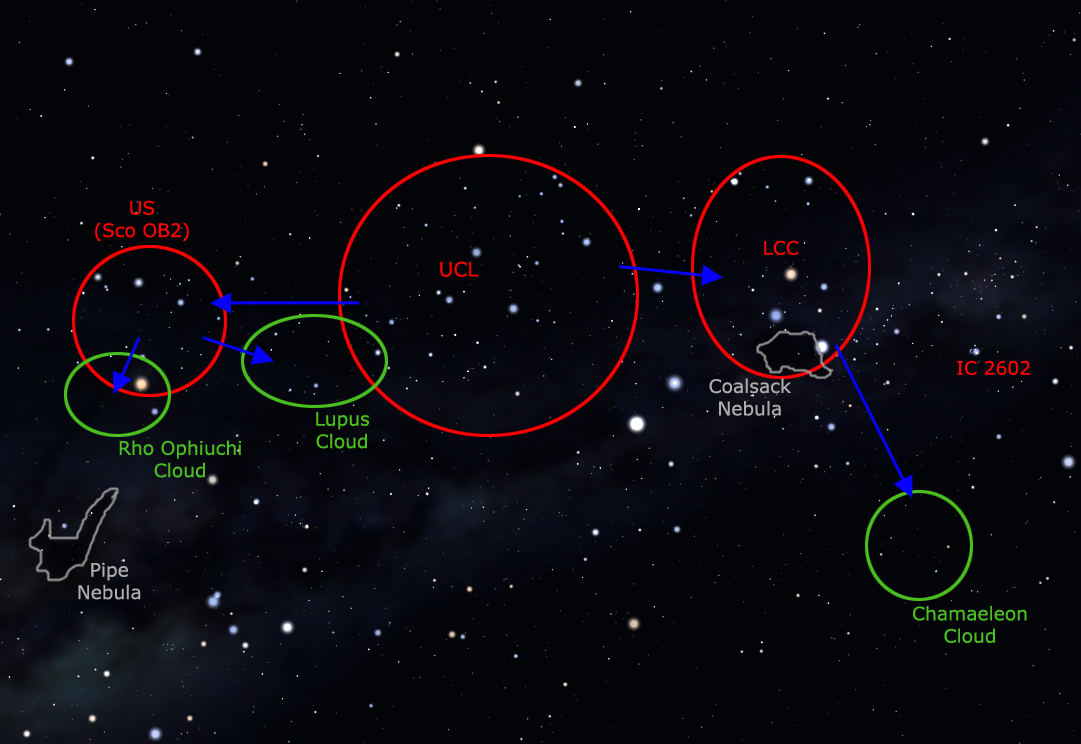
Dinamiche dei possibili processi di formazione stellare che hanno portato alla nascita dell'Associazione Scorpius-Centaurus. In rosso le aree in cui la formazione stellare si è esaurita, ossia i tre sottogruppi in cui è divisa l'associazione, in verde quelle in cui è ancora attiva e in grigio le nubi inattive.

A poche decine di parsec dalla Nube di Rho Ophiuchi giace la brillante associazione Scorpius OB2, ben visibile anche a occhio nudo in quanto composta dalle stelle che formano la "testa" dello Scorpione; Scorpius OB2 conta 120 astri di grande massa dispersi su una regione di 35 parsec e fa parte della vastissima associazione Scorpius-Centaurus, che comprende quasi tutte le stelle blu che compongono le costellazioni del Lupo e del Centauro.
La regione dell'Associazione Scorpius-Centaurus rappresenta un ottimo esempio di esito di processi formativi su media scala, in cui una nube molecolare gigante, dopo avere generato stelle di grande massa (riunite in un'associazione OB) e di massa inferiore, si disgrega, mentre il vento stellare degli stessi astri che ha generato ed eventuali esplosioni delle stelle più massicce come supernovae, accumulano, compattano ed erodono gas e polveri residue dando origine a marginali fenomeni di formazione stellare. Il cosiddetto Complesso Scorpius-Centaurus, legato all'Associazione Scorpius-Centaurus, comprende infatti un gran numero di piccole nubi minori, tutte localizzate ai bordi della stessa associazione stellare: le nubi più occidentali, orientate secondo l'inclinazione del gruppo stellare rispetto alla Via Lattea, comprendono la Nube del Camaleonte e la Nebulosa Sacco di Carbone, mentre all'estremità orientale, sulla stessa linea di vista del bulge galattico, comprende la Nube del Lupo, la Nube della Corona Australe e la Nube di Rho Ophiuchi, fino ad arrivare alla Nebulosa Pipa. In tutte queste regioni, a eccezione di alcune nubi in direzione della Mosca, sono attivi dei fenomeni di formazione stellare generanti stelle di piccola massa e a un ritmo relativamente poco sostenuto. L'associazione Scorpius-Centaurus viene tradizionalmente suddivisa in tre gruppi, che mostrano età e caratteristiche leggermente diverse gli uni dagli altri. La sezione settentrionale, coincidente con Scorpius OB2, è denominata Scorpione superiore (Upper Scorpius, abbreviata con la sigla US) e comprende tutte le stelle azzurre costituenti la parte nordoccidentale dello Scorpione, compresa Antares; la sezione centrale, la più estesa, è denominata Centauro superiore-Lupo (Upper Centaurus-Lupus, abbreviazione UCL) e comprende quasi tutte le stelle del Lupo e gran parte delle stelle settentrionali e centrali del Centauro. La parte più meridionale dell'associazione è indicata come Centauro inferiore-Croce (Lower Centaurus-Crux, sigla LCC); questa sezione giace sulla scia della Via Lattea e comprende la parte meridionale del Centauro con l'eccezione di α Centauri, e la Croce del Sud, esclusa γ Crucis. L'estremità sudoccidentale dell'associazione coincide con il brillante ammasso delle Pleiadi del Sud, visibile nella costellazione della Carena.

#### La fascia centrale

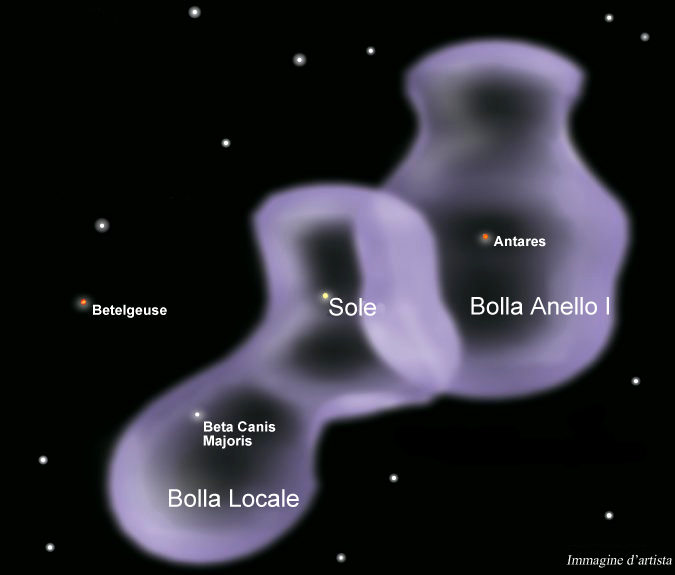
Illustrazione d'artista della Bolla Locale, contenente il Sole, e la Bolla Loop I, contenente Antares

Nella fascia mediana compresa fra la Fenditura del Cigno e la biforcazione del braccio in direzione della Poppa e delle Vele giace il nostro sistema solare; di conseguenza, la gran parte degli oggetti visibili a occhio nudo nei cieli notturni terrestri è compresa in questa regione galattica.
L'associazione Scorpius-Centaurus costituisce una parte di una vastissima struttura ad anello incompleto formata da stelle relativamente giovani e massicce, orientato su un piano inclinato rispetto al piano galattico; questo semicerchio, identificato da Benjamin Gould nel 1879, è noto con il nome di Cintura di Gould e comprende gran parte delle stelle luminose visibili nelle costellazioni di Cassiopea, Perseo, Toro, Orione, Cane Maggiore (eccetto la stella Sirio), ex Nave Argo (Poppa, Carena e Vele), Croce del Sud, Centauro, Lupo e Scorpione. Gli astronomi tendono ad assegnare a questa struttura dinamica un'età di circa 20-30 milioni di anni, e prevedono che le stelle in essa contenute possano vivere ancora per un periodo di 60 milioni di anni; il suo processo di creazione non è del tutto chiarito e ci sono in merito diverse teorie. Vari scenari ipotizzati assumono che il passaggio di una nube ad alta velocità attraverso il braccio della Via Lattea causò un incremento della formazione stellare, a cui seguirono molte esplosioni di supernovae (starburst); successivamente a ciò si sarebbe formata la cintura. Il punto più probabile in cui avrebbe avuto luogo il fenomeno di formazione che fece scattare la serie di supernovae è quello del gruppo Perseus OB3. Secondo alcuni studi, circa 50 milioni di anni fa si originarono alcune grandi associazioni OB, oggi in parte dissolte; a quella generazione di stelle appartengono anche due associazioni superstiti, l'Ammasso di Alfa Persei (Mel 20) e Cepheus OB6. L'azione combinata del vento stellare e le esplosioni di supernovae generate dalle stelle più massicce di queste associazioni avrebbero prodotto una potente onda d'urto che avrebbe spazzato via eventuali nubi interstellari, generando così una superbolla del raggio di 200-500 parsec. Il gas si sarebbe così accumulato ai bordi di questa struttura, dove si sarebbero innescati fenomeni di formazione stellare che hanno infine portato alla nascita di molte delle associazioni OB osservabili attorno al Sole, che costituiscono il grande anello della Cintura di Gould. Il gas residuo, disposto attorno alla Cintura di Gould, viene chiamato Anello Lindblad, dal nome del suo scopritore.

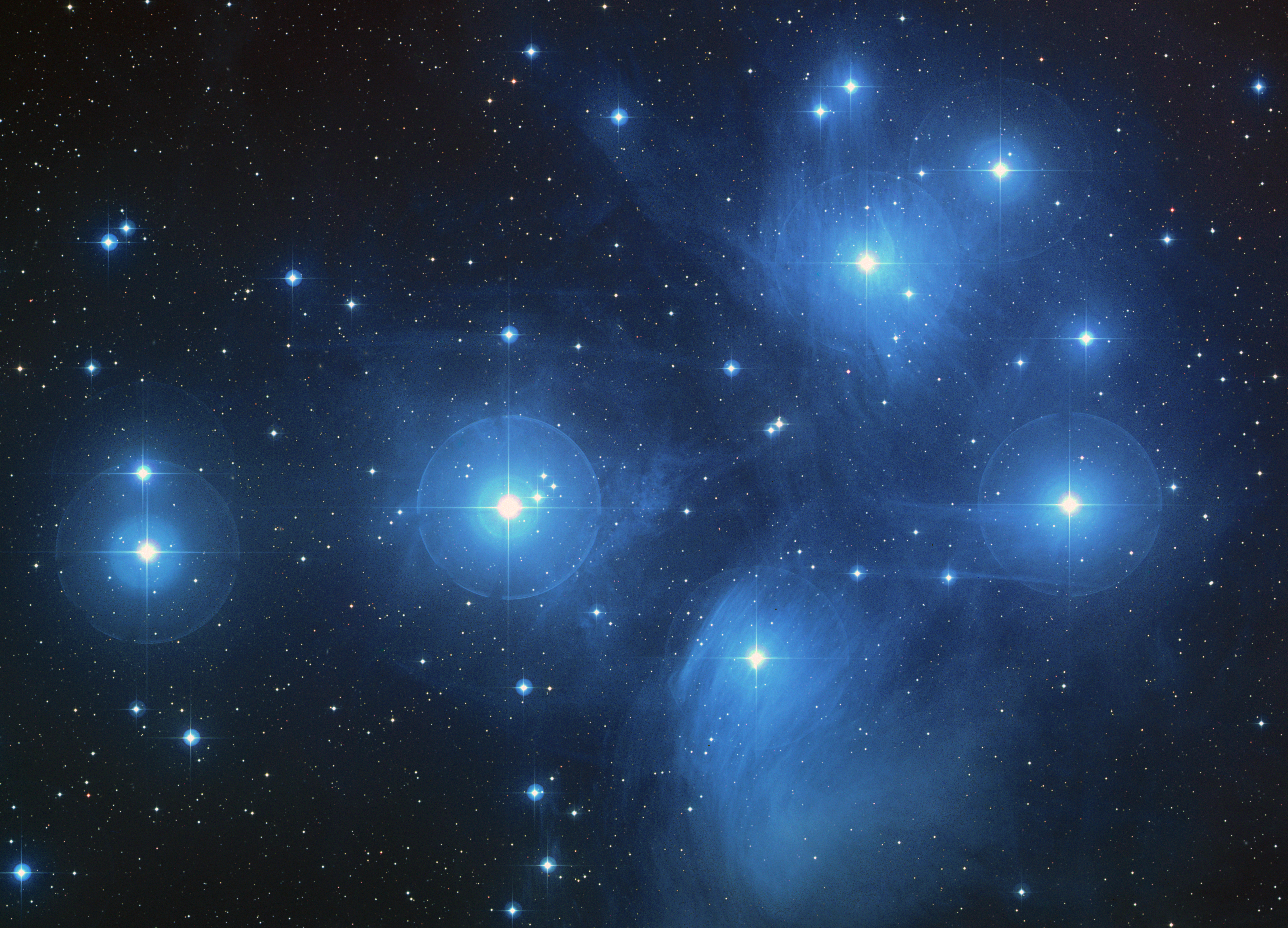
L'ammasso aperto delle Pleiadi è uno degli oggetti meglio noti e riconoscibili fra quelli appartenenti al Braccio di Orione

All'interno dell'anello formato dalla Cintura di Gould si trova la Bolla Locale, una regione del mezzo interstellare con una densità più bassa rispetto alle zone circostanti; il nome è dovuto al fatto che al suo interno si trova il nostro sistema solare e tutte le stelle situate entro un raggio di alcune decine di anni luce di distanza dal Sole.
La fascia mediana del Braccio di Orione in questo tratto, ossia la parte situata in direzione opposta al centro galattico rispetto alla posizione del Sole, contiene una seconda sequenza di nubi molecolari giganti, che producono un forte oscuramento della scia della Via Lattea visibile in direzione di Perseo, della Giraffa e del Toro. Gli oggetti più notevoli visibili sul bordo di queste nubi oscure sono l'Associazione di Alfa Persei (Perseus OB3), l'ammasso delle Iadi e quello delle Pleiadi; gli oggetti retrostanti appaiono fortemente oscurati. I grandi complessi di nebulose oscure della Giraffa giacciono a circa trecento parsec di distanza, mentre l'Associazione di Alfa Persei è posta a duecento parsec; la sequenza nebulosa prosegue in direzione del Toro, dove, a latitudini galattiche meridionali, si trova la grande Nube del Toro, che trovandosi a soli 140 parsec di distanza risulta essere una delle nubi molecolari giganti più vicine in assoluto al sistema solare.
All'interno della Nube del Toro è presente una ricca popolazione di stelle di pre-sequenza principale, fra cui le famose stelle T Tauri e la stessa stella prototipo di questa classe, T Tauri; queste stelle possiedono una variabilità dell'emissione luminosa e appartengono alle classi spettrali G, K e M, con forti linee di emissione dell'idrogeno neutro e del calcio ionizzato. Nel corso di varie osservazioni condotte a più lunghezze d'onda sono state scoperte tre popolazioni di stelle giovani; queste stelle giovani, note come protostelle, sono otticamente invisibili e raggiungono il picco di emissione fra il medio e il lontano infrarosso. Nelle regioni più centrali del complesso è stato osservato che molte delle stelle pre-sequenza principale presenti qui si trovano nei pressi delle nubi più dense e oscure, come B7, B18 e B22, mentre altre stelle appaiono proiettate lungo le sottili venature scure che collegano i vari bozzoli. Poiché queste stelle sono spesso più vecchie, le stelle T Tauri di questa regione appaiono meno concentrate nelle nubi oscure rispetto alle classiche stelle T Tauri. Non essendo presenti in prossimità della regione stelle di classe spettrale O e B, ossia giganti blu, le nubi oscure sono composte prevalentemente da gas non ionizzato e dunque non luminoso, la cui massa complessiva si aggira fra le 30 000 e le 40 000 M☉. Tramite osservazioni condotte alle linee del CO a vari isotopi e all'OH è stata confermata la natura filamentosa osservabile nella banda della luce visibile e nel vicino infrarosso; all'interno di queste strutture le osservazioni alle onde radio hanno permesso di scoprire alcuni raddensamenti di gas molecolare con masse di 1-100 M☉.

#### Perseo

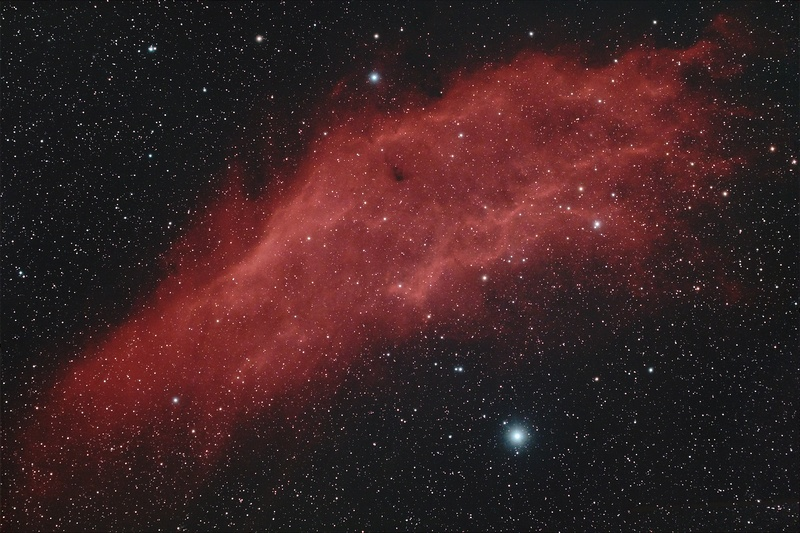
La Nebulosa California, posta all'estremità nordorientale della Nube di Perseo, è illuminata da una delle stelle dell'Associazione Per OB2

Una seconda grande nube oscura che si estende quasi in parallelo alla Nube del Toro è la Nube di Perseo, ben nota presso gli astronomi per essere una delle regioni di formazione stellare meglio studiabili della volta celeste. Questa nube è costituita da un grande addensamento di polveri oscure e gas ed è situata a circa trecento parsec dal sistema solare, dunque a una distanza maggiore rispetto alla precedente. Al suo interno sono presenti alcune regioni in cui è stata attiva in tempi astronomicamente recenti (pochi milioni di anni fa) la formazione stellare; ciò è testimoniato dalla presenza di una dozzina di stelle di classe spettrale O e B, molto giovani e di grande massa, che vanno a costituire l'associazione Per OB2, dell'estensione di cinquanta parsec (circa 160 anni luce). Fra le stelle formatesi in questa nube vi è la brillante ξ Persei, una stella fuggitiva la cui radiazione è la principale responsabile dell'illuminazione della Nebulosa California. La massa totale della nube è di circa 104 M⊙, dunque si tratta di una nube relativamente piccola rispetto alle grandi regioni di formazione stellare galattiche; tuttavia la sua grande vicinanza ne consente uno studio molto approfondito, in particolare per quanto riguarda i fenomeni di formazione di stelle di piccola e media massa, dato che le sue dimensioni favoriscono la nascita di questo tipo di stelle. La sua struttura si presenta di natura filamentosa, con lunghe colonne di polveri non illuminate che si estendono per decine di primi d'arco e anche più; le parti più dense di questi filamenti coincidono con delle strutture più larghe, osservabili nella banda del CO.
Nella Nube di Perseo sono distinguibili due generazioni di stelle: la più antica è quella che ha dato origine all'associazione Per OB2, e comprende anche il sito della nube IC 348, in cui i fenomeni di formazione stellare hanno avuto luogo fino a 2-4 milioni di anni fa; la seconda generazione è invece ancora in atto ed è evidente nella porzione occidentale della Nube, in particolare nel giovanissimo ammasso NGC 1333, associato a nebulose brillanti e contenente 150 stelle giovanissime. In aggiunta a queste due nubi, fisicamente situate fra le due vi sono alcuni bozzoli oscuri, catalogati come B1, LDN 1448 e LDN 1455, cui sono associate alcune piccole nebulose a riflessione catalogate da Sidney van den Bergh negli anni sessanta. La parte più orientale è invece catalogata come B5.
Alla Nube di Perseo sono associate alcune piccole nebulose brillanti, come NGC 1333 e IC 348. Le componenti stellari più massicce della regione sono invece raggruppate nell'associazione Perseus OB2, che costituisce il prodotto della prima generazione di stelle formatesi nei pressi della nube circa 6 milioni di anni fa; tramite la parallasse determinata dal satellite Hipparcos sono stati identificati 41 membri dell'associazione, gran parte delle quali ha una classe spettrale B e A. Le componenti sono tutte sulla sequenza principale e mancano stelle di grande massa, come giganti e supergiganti blu. Secondo i dati dell'Hipparcos, la stella con la massa maggiore è la 40 Persei, una stella bianco-azzurra di classe B0.5V. Estendendo il censimento anche alle stelle di massa inferiore, fino a 17 M⊙, si arriva a ottenere una popolazione di oltre 800 membri, tutti racchiusi entro una regione dal diametro di circa cinquanta parsec; se si estende il conto fino alle stelle con massa pari a un decimo di quella solare si arriva invece a circa 20 000 componenti.
Al di là della Nube di Perseo si estende una vasta regione priva sia di stelle particolarmente luminose, sia di grandi complessi nebulosi; questo spazio, dominato dai due ammassi M34 e NGC 752, termina con la debole associazione Camelopardalis OB1, situata a 1 010±210 parsec (3 292±685 anni luce).

### La regione di Orione

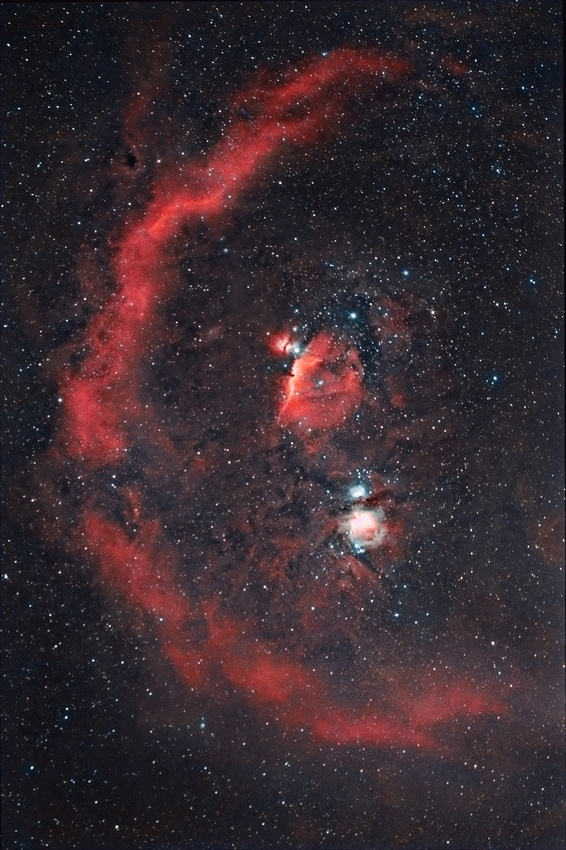
Immagine del Complesso di Orione;sono evidenti le strutture principali e il grande Anello di Barnard, posto in primo piano rispetto a esso

La regione locale del Braccio di Orione contiene anche un complesso nebuloso in cui è attiva la formazione di stelle di grande massa; questo complesso è posto entro un raggio di trecento parsec dalla Nube di Perseo e dalla Nube del Toro e a circa cinquecento parsec dal sistema solare ed è visibile in direzione della costellazione di Orione. Essendo la caratteristica dominante della regione locale, nonché la regione di formazione stellare più luminosa ed estesa visibile dalla Terra, da essa prende il nome l'intero braccio di spirale in cui giace, ossia il Braccio di Orione.
Il complesso nebuloso molecolare di Orione è la grande regione di formazione stellare più studiata; i suoi fenomeni e le sue dinamiche hanno consentito agli astronomi di tracciare un quadro sempre più preciso di come evolvono le nubi molecolari, come e perché avviene la formazione di nuove stelle, come il loro vento stellare interagisce con i gas circostanti e come agisce l'effetto di questo vento quando le stelle più calde sono raggruppate in associazioni OB. Questo complesso di gas, ben osservabile nelle fotografie sensibili all'infrarosso, ricopre per intero la costellazione di Orione, addensandosi in alcuni punti, come nei pressi della Cintura di Orione e nella Spada, a nordest della Cintura e a nord del grande rettangolo di stelle brillanti che caratterizza la costellazione, mentre il campo di fondo è permeato da una tenue nebulosità diffusa attraversata da vene oscure.
La parte più cospicua e interessante dal punto di vista astronomico è la struttura chiamata Orion A: essa racchiude tutti i sistemi nebulosi presenti lungo l'asterismo della Spada di Orione, fra cui la celeberrima Nebulosa di Orione, e la nube NGC 1977 che assieme alle sue stelle di quinta e sesta grandezza rappresentano la parte settentrionale della Spada. La parte settentrionale di Orion A è anche la regione di formazione stellare più attiva compresa entro un raggio di cinquecento parsec (circa 1 600 anni luce) dal Sole ed è anche una delle più studiate; tuttavia, la massima parte delle osservazioni si concentra nella sezione meridionale, dove risplende la Nebulosa di Orione e le sue aree circostanti. La regione compresa fra i due estremi è occupata da alcune piccole nubi e da filamenti di gas eccitati dalla luce delle stelle vicine, prive però dell'intensa radiazione ultravioletta che caratterizza l'ambiente della Nebulosa di Orione. La regione possiede un aspetto cometario e con delle creste di gas molto compatto sul bordo settentrionale (il cosiddetto "integral shaped filament") e delle code di gas in evaporazione diretto nella direzione opposta al centro dell'associazione Orion OB1.
La regione situata sull'estremo sudorientale della Cintura di Orione è chiamata Orion B (o LDN 1630); con una distanza di circa 410 pc (1340 al), viene a trovarsi anche fisicamente molto vicina alla struttura precedente e comprende le più tenui nebulose NGC 2024 (nota anche come Nebulosa Fiamma), NGC 2023, NGC 2071 e M78. Le prime due sono situate nel settore sudoccidentale della regione e presentano un'elevata attività dei fenomeni di formazione stellare. Verso est è presente una rete di filamenti gassosi e di polveri, spazzati via dall'azione del vento dell'associazione Orion OB1.

La Nebulosa di Orione, la più famosa nebulosa diffusa della volta celeste

L'oggetto più famoso facente parte del complesso è la Nebulosa di Orione (nota anche come M 42), una delle nebulose diffuse più brillanti del cielo notturno. È perfettamente distinguibile a occhio nudo come un oggetto di natura non stellare ed è posta a sud del famoso asterismo della Cintura di Orione; appare come una "stella" un po' nebulosa al centro della Spada di Orione, un asterismo composto da tre stelle disposte in senso nord-sud, visibile poco a sud della Cintura di Orione. Tale caratteristica nebulosità è ben accentuata vista attraverso binocoli o telescopi amatoriali.
La Nebulosa di Orione possiede una forma grosso modo circolare, la cui massima densità si trova in prossimità del centro; la sua temperatura si aggira mediamente sui 10 000 K, ma scende notevolmente lungo i bordi della nebulosa. Diversamente dalla distribuzione della sua densità, la nube mostra una variazione di velocità e turbolenza in particolare nelle regioni centrali. I movimenti relativi superano i 10 km/s, con variazioni locali fino ai 50 km/s, e forse superiori. Gli attuali modelli astronomici della nebulosa mostrano che la regione è centrata sulla stella θ1 Orionis C, nell'ammasso del Trapezio, la stella responsabile della gran parte della radiazione ultravioletta osservata. Questa regione è circondata da un'altra nube ad alta densità, di forma concava e irregolare, ma più neutra, con campi di gas neutro che giacciono all'esterno della concavità. A pochi primi in direzione nord-ovest da questa stella si trova uno dei complessi nebulosi molecolari più notevoli dell'intera nebulosa; in quest'area, nota come OMC-1, il processo di formazione stellare è notevolmente accelerato, sia per la densità dei banchi di gas e polveri, sia per la radiazione e il vento stellare di θ1 Orionis C.
La nebulosa si trova in una regione centrale del complesso e contiene un giovanissimo ammasso aperto, noto come Trapezio a causa della disposizione delle sue stelle principali; due di queste possono essere risolte nelle loro componenti binarie nelle notti propizie. Il Trapezio potrebbe essere parte del grande Ammasso della Nebulosa di Orione, un'associazione di circa 2 000 stelle con un diametro di 20 anni luce. Fino a due milioni di anni fa questo ammasso potrebbe avere ospitato quelle che ora sono note come le stelle fuggitive, ossia AE Aurigae, 53 Arietis e μ Columbae, le quali si dirigono in direzioni opposte all'ammasso con una velocità superiore ai 100 km/s. A partire dal settore meridionale del Trapezio si estende per alcuni gradi in direzione sudest una nube oscura catalogata come LDN 1641; contiene al suo interno una ricca popolazione stellare ancora avvolta nei gas, le cui componenti sono osservabili specialmente nella banda dell'infrarosso. La sezione settentrionale, LDN 1641 nord, è in particolare oggetto di studio a causa della presenza di un'estesa popolazione di protostelle e stelle T Tauri: in questo settore le stelle meno giovani sono due giganti gialle la cui età si aggira sui 6 milioni di anni, a cui si aggiungono una decina di astri dall'età inferiore ai 2 milioni di anni.

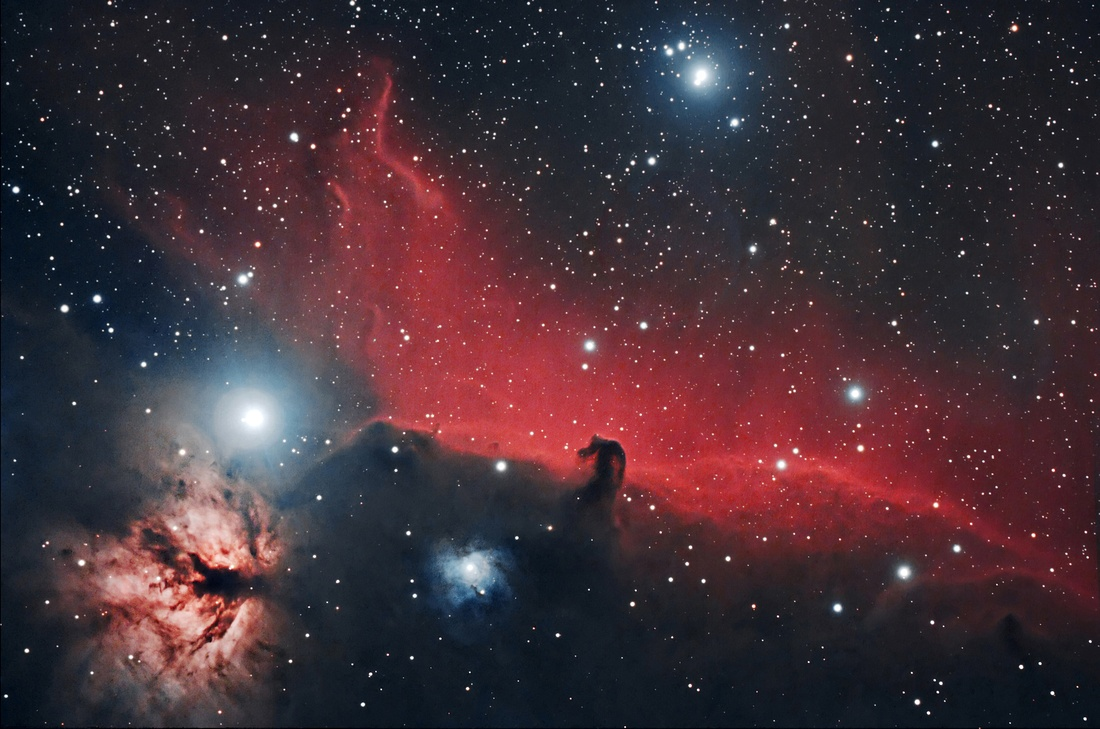
IC 434, la lunga nebulosa rossa visibile sulla destra, su cui si sovrappone l'oscura Nebulosa Testa di Cavallo; a sinistra invece la Nebulosa Fiamma e la brillante stella Alnitak. Il nord è a sinistra.

Le altre nebulose brillanti facenti parte del complesso si trovano a nord della Nebulosa di Orione e fanno quasi tutte parte della nube Orion B; fra queste vi è la Nebulosa Fiamma, una grande regione H II visibile poco a est della brillante Alnitak; la sua caratteristica fisica principale è una grande banda scura di polveri che l'attraversa da nord a sud, allargandosi progressivamente e conferendo alla parte brillante della nebulosa una forma a fiamma; la sorgente illuminante non è, come potrebbe sembrare, Alnitak, poiché questa stella si trova a circa in primo piano a una distanza quasi dimezzata rispetto alla nebulosa. La fonte potrebbe essere un giovane ammasso di circa 300 stelle scoperte nella parte meridionale della nube nel corso degli anni novanta, le cui componenti possiedono una magnitudine apparente che arriva fino alla tredicesima, o anche meno luminose; oltre a queste sono note alcune sorgenti nel lontano infrarosso, di cui due sono associate a protostelle di classe 0.
Un'altra struttura molto famosa è IC 434, una regione H II che si estende a sud di Alnitak, sul bordo sudoccidentale della grande nube Orion B; presenta una forma molto allungata in senso nord-sud e riceve il vento ionizzante direttamente dalla stella σ Orionis, un brillante membro della grande associazione Orion OB1. La nebulosa raggiunge i 70' di lunghezza e si mostra con facilità nelle foto a lunga posa o nelle riprese CCD, sebbene il suo spessore sia di pochi primi d'arco. La sua fama è dovuta alla presenza di una piccola protuberanza della vicina nube oscura LDN 1630 che si sovrappone alla scia chiara della nube IC 434, formando una delle nebulose oscure più celebri e fotografate del cielo, B 33, meglio nota come Nebulosa Testa di Cavallo.

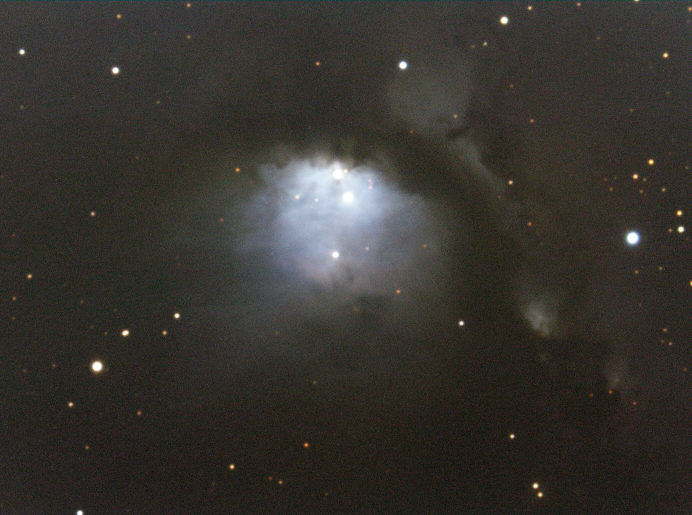
M78, la nebulosa a riflessione più brillante del cielo, facente parte della nube Orion B

Al complesso appartiene anche M78 (nota anche come NGC 2068), famosa per essere la nebulosa a riflessione più luminosa del cielo; emette un colore bluastro caratteristico per questo genere di oggetti, in quanto la fonte di luce è una stella di colore azzurro. Nella nube sono note 45 stelle giovani con forti emissioni Hα, più una candidata protostella di classe 0, catalogata come LBS 17-H.
Le stelle massicce originatesi nella regione del complesso di Orione sono raggruppate nella grande e brillante Associazione Orion OB1, una delle associazioni OB meglio conosciute della volta celeste. Orion OB1 è suddivisibile in base alla sua evoluzione e alla dislocazione delle sue componenti in quattro sottogruppi principali; il più antico è definito Orion OB1a: le stelle di questo sottogruppo sono dislocate a nordovest della Cintura di Orione e possiedono un'età compresa fra 8 e 12 milioni di anni. Il secondo gruppo per età è Orion OB1b, che corrisponde alle stelle di fondo della Cintura e possiede un'età compresa fra 1,7 e 8 milioni di anni, sebbene fra queste ricadano anche le tre supergiganti che fanno parte della Cintura stessa, con un'età compresa attorno ai 5 milioni di anni. Orion OB1c coincide invece con le stelle visibili nella Spada di Orione e che si addensano attorno e davanti alla Nebulosa di Orione; di questo sottogruppo fanno parte pure due associazioni stellari poco concentrate, catalogate come NGC 1980 e NGC 1981, rispettivamente ai limiti meridionali e settentrionali dell'asterismo della Spada. La loro età è compresa fra i 2 e i 6 milioni di anni. Di questo sottogruppo non fanno parte le stelle più giovani direttamente avvolte nel sistema nebuloso di OMC-1, OMC-2 e OMC-3 e nella stessa Nebulosa di Orione, che invece compongono il sottoinsieme Orion OB1d.
L'azione combinata del vento stellare e l'esplosione di supernovae avvenuta nel complesso hanno generato una grande superbolla che si estende fino a oltre la metà della distanza fra il Sole e il complesso stesso; i bordi di questa superbolla arrivano fino a lambire la Nube del Toro e sono visibili come dei lunghi filamenti nebulosi anche nella banda dell'infrarosso. Il più spesso di questi filamenti è l'Anello di Barnard, che descrive una grande semicirconferenza nebulosa sul lato orientale del complesso; le propaggini della superbolla poste alle latitudini galattiche più elevate sono delineate dai tenui filamenti visibili nella costellazione di Eridano, da cui deriva il nome "Bolla di Eridano".
Alla regione di Orione appartiene anche la Regione di Lambda Orionis, un'estesa nube di gas ionizzato legata a una piccola associazione OB.

### Unicorno e Cane Maggiore

La regione centrale del complesso di Monoceros OB1; in basso vi è la punta della Nebulosa Cono, mentre le stelle blu appartengono a Mon OB1

Al di là del complesso di Orione, il bordo esterno del Braccio di Orione è ben delineato da una sequenza di grandi regioni nebulose ben visibili fra le costellazioni dell'Unicorno e del Cane Maggiore.

La parte centrale del complesso di Monoceros R2; la nube rossastra posta fra le tre nebulose a riflessione più luminose è la regione ionizzata in cui si trova l'ammasso centrale

Il primo di questi complessi nebulosi si trova a circa 760 parsec di distanza dal Sole e a quattrocento parsec dal complesso di Orione; di esso fa parte la celebre Nebulosa Cono e la brillante associazione Monoceros OB1. Il complesso nebuloso molecolare di Monoceros OB1 è uno dei più studiati della volta celeste, sia a causa della sua relativa vicinanza, sia a causa della sua somiglianza con il complesso di Orione: entrambe le regioni infatti sono ben osservabili senza l'anteposizione di banchi di polveri oscure che ne mascherano la vista, entrambe presentano una ricchissima e giovane popolazione stellare ed entrambe generano stelle di grande massa, sebbene nel complesso di Mon OB1 la formazione di tali stelle sia inferiore a quella della regione di Orione. Nel complesso sono contenute oltre mille componenti, raggruppate in giovani ammassi aperti e associazioni di stelle massicce, gruppi di stelle di piccola e media massa e un gran numero di stelle di pre-sequenza principale. La stella dominante è la S Monocerotis, una stella blu di sequenza principale di classe spettrale O7V, che possiede diverse stelle compagne di massa inferiore; la radiazione di questa e delle stelle vicine illumina e ionizza i gas della nube circostante, compresa quella davanti a cui si staglia la piramide oscura della Nebulosa Cono.
La regione centrale è costituita dalla nube ionizzata da S Monocerotis, la stessa Nebulosa Cono e le regioni a nord della stella; attorno alla regione centrale si raggruppano una ventina di nubi molecolari relativamente dense, legate all'associazione OB che domina la regione e a cui appartengono tutte le stelle massicce originatesi dai gas del complesso, l'associazione Monoceros OB1 (Mon OB1). Le componenti più orientali dell'associazione Mon OB1 illuminano dei frammenti di gas che brillano per riflessione, emettendo a loro volta una luce bluastra, ricevuta dalle stelle vicine. Nella regione meridionale del complesso si estende un gran numero di archi nebulosi, posizionati in uno spazio fra il Braccio di Orione e quello di Perseo, dove si trova la Nebulosa Rosetta; molte di queste strutture ad arco si posizionano a oriente della nube centrale, costituendo alcune piccole regioni di formazione stellare.
L'associazione Monoceros OB1 coincide fondamentalmente con l'ammasso NGC 2264, ben noto anche con il nome proprio Albero di Natale a causa del suo aspetto se osservato dall'emisfero australe; è dominata da S Monocerotis, una stella di grande massa di classe O7V con forti linee di emissione, posta nella parte centro-settentrionale dell'associazione stessa e responsabile dell'illuminazione dei gas attorno alla Nebulosa Cono. A S Mon si aggiungono 27 stelle di classe B, fra le quali 3-4 giganti blu e diverse stelle azzurre di sequenza principale tutte comprese fra la settima e la decima magnitudine, cui si aggiunge una gigante di classe A nota come HD 45827, di sesta magnitudine. Sei delle stelle centrali dell'associazione OB sono binarie o multiple, compresa la stessa S Mon, mentre HD 47755, di classe B5V, è una variabile a eclisse catalogata anche come V641 Mon.
A circa duecento parsec da Monoceros OB1 e a 830 parsec dal Sole si estende un altro complesso nebuloso, le cui dimensioni sono paragonabili al precedente; il complesso di Monoceros R2 possiede un'ampia sequenza di nebulose a riflessione, estesa fino a 2° sulla volta celeste; queste nebulose sono illuminate da un gruppo di stelle giovani e molto calde, di grande massa e di classe spettrale B e A, che costituiscono un'associazione stellare; le è stata assegnata la sigla R2 poiché fu la seconda associazione OB scoperta nella costellazione dell'Unicorno che appare associata a delle nebulose a riflessione, dopo Mon R1, facente parte di Mon OB1. La regione centrale del complesso nebuloso si trova in coincidenza delle nubi vdB 67 e vdB 69, in cui sono attivi dei fenomeni di formazione stellare. Le stelle dell'associazione sono in prevalenza di classe B, ossia stelle dal colore azzurro; la loro età si aggira sui 6-10 milioni di anni e rappresentano la generazione stellare più massiccia che abbia avuto luogo nella regione. Queste stelle illuminano le stesse nubi da cui si sono formate; infatti data la loro giovane età, il loro vento stellare non ha ancora disperso i banchi di gas attorno a esse.
Il complesso ha subito due ondate di fenomeni di formazione stellare. Il primo, risalente a circa 6 milioni di anni fa, è quello che ha generato le stelle di grande massa osservabili nella regione e costituenti l'associazione Mon R2, responsabili dell'illuminazione delle nebulose a riflessione; l'età di queste stelle è paragonabile a quella della superbolla in espansione. La seconda ondata invece è ancora in atto ed è testimoniata dalla presenza all'interno delle nubi oscure di piccole regioni di idrogeno ionizzato, maser e oggetti HH; secondo i modelli evolutivi, la seconda ondata di formazione stellare sarebbe stata causata dall'azione combinata del vento stellare delle giovani giganti della prima ondata, che avrebbe compresso ulteriormente i gas delle nubi attorno a loro. La prima ondata di formazione stellare sarebbe avvenuta invece circa 6 milioni di anni fa, a seguito della compressione dei gas del complesso causata dall'espansione di un'enorme superbolla denominata GSH 238+00+09, che si sarebbe originata in una regione intermedia fra gli attuali complessi nebulosi di Orione e della Nebulosa di Gum, influenzandole e favorendo il collasso in più punti delle due nubi; l'origine di questa grande superbolla potrebbe essere l'associazione stellare denominata Cr 121, visibile in direzione del Cane Maggiore.

La Nebulosa Gabbiano, un'estesa regione H II

A mille parsec da sistema solare, probabilmente non lontano dal punto in cui avviene la diramazione del Braccio di Orione, giace la Nebulosa Gabbiano (IC 2177), situata a cavallo fra le costellazioni dell'Unicorno e del Cane Maggiore. La Nebulosa Gabbiano presenta una forma arcuata con la cavità aperta verso est; si tratta di una regione di idrogeno ionizzato molto allungata in senso nord-sud e costituisce la parte più brillante di un complesso nebuloso molecolare non illuminato che comprende le regioni oscure LDN 1657 e LDN 1658, poste rispettivamente a ovest e a est della nube luminosa. Associate a questa nube vi è un gran numero di nebulose a riflessione, legate fisicamente al complesso e illuminate dalle stelle calde e blu dell'associazione Canis Major OB1; queste nebulose a riflessione presentano delle forti emissioni del lontano infrarosso, in particolare nei pressi di alcune delle stelle più massicce dell'associazione, come HD 53367, Z CMa e HD 53623. Alcune delle stelle avvolte nelle nebulose a riflessione presentano dei dischi protoplanetari.
La forma arcuata di questa nebulosa potrebbe essere stata causata dall'esplosione di una supernova, esplosione che ha anche favorito i più recenti fenomeni di formazione stellare avvenuti in essa; quest'ipotesi è suffragata da diversi indizi, come la forma a semicerchio ben evidente osservando la Nebulosa Gabbiano e la sua vicina LBN 1036, che formano due lati di una cavità aperta sul lato meridionale. Le ultime stime dell'età della bolla causata dalla supernova indicano 1,5 milioni di anni, in seguito all'analisi dei dati ottenuti tramite il satellite Hipparcos, che hanno rivelato l'esistenza di stelle fuggitive come HD 57682.

### Il ramo delle Vele

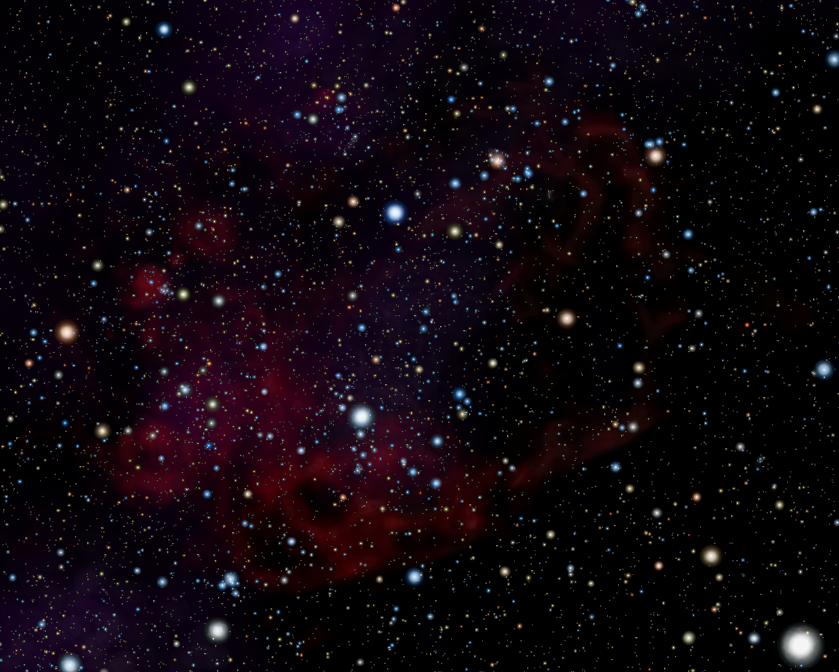
La Nebulosa di Gum. La stella luminosa in basso a destra è Canopo.

Il Braccio di Orione in direzione della Poppa e delle Vele è dominato dalla presenza dell'immensa e tenue Nebulosa di Gum, generato da una supernova esplosa nei pressi di un'antica regione H II. Secondo alcuni studi, una delle stelle che avrebbero dato origine a questa nebulosa è stata una compagna fisica della stella Naos (ζ Puppis) che, esplodendo come supernova, avrebbe alterato il moto di quest'ultima facendola accelerare, diventando così una stella fuggitiva. L'espansione della Nebulosa di Gum avviene in modo disomogeneo nelle sue differenti porzioni: la parte rivolta verso il Sole si espanderebbe infatti a una velocità superiore rispetto alla parte opposta, dove potrebbe essere ostacolata dalla presenza di altri complessi nebulosi, come il Vela Molecular Ridge. La distanza media della Nebulosa di Gum è di circa 450 parsec, la stessa della brillante associazione Vela OB2. L'onda d'urto causata dall'espansione della Nebulosa di Gum e l'intensa radiazione ultravioletta delle stelle di grande massa della regione hanno eroso e compresso i gas delle nubi circostanti, favorendo in molti casi i fenomeni di formazione stellare; questi fenomeni riguardano in particolare la nascita di stelle di piccola e media massa. Attorno alla nebulosa sono presenti infatti alcune piccole nubi di polveri e gas neutri, composti da un nucleo denso e da una lunga chioma; queste strutture sono note come globuli cometari e si sono generati a causa dell'erosione di nubi molecolari indipendenti a opera dell'intensa radiazione delle stelle giganti presenti nella regione, in particolare γ Velorum e la stessa ζ Puppis.
Leggermente in primo piano rispetto alla Nebulosa di Gum giace la celebre Nebulosa delle Vele, un resto di supernova di dimensioni nettamente inferiori, i cui filamenti sono visibili a sudest della Nebulosa di Gum.

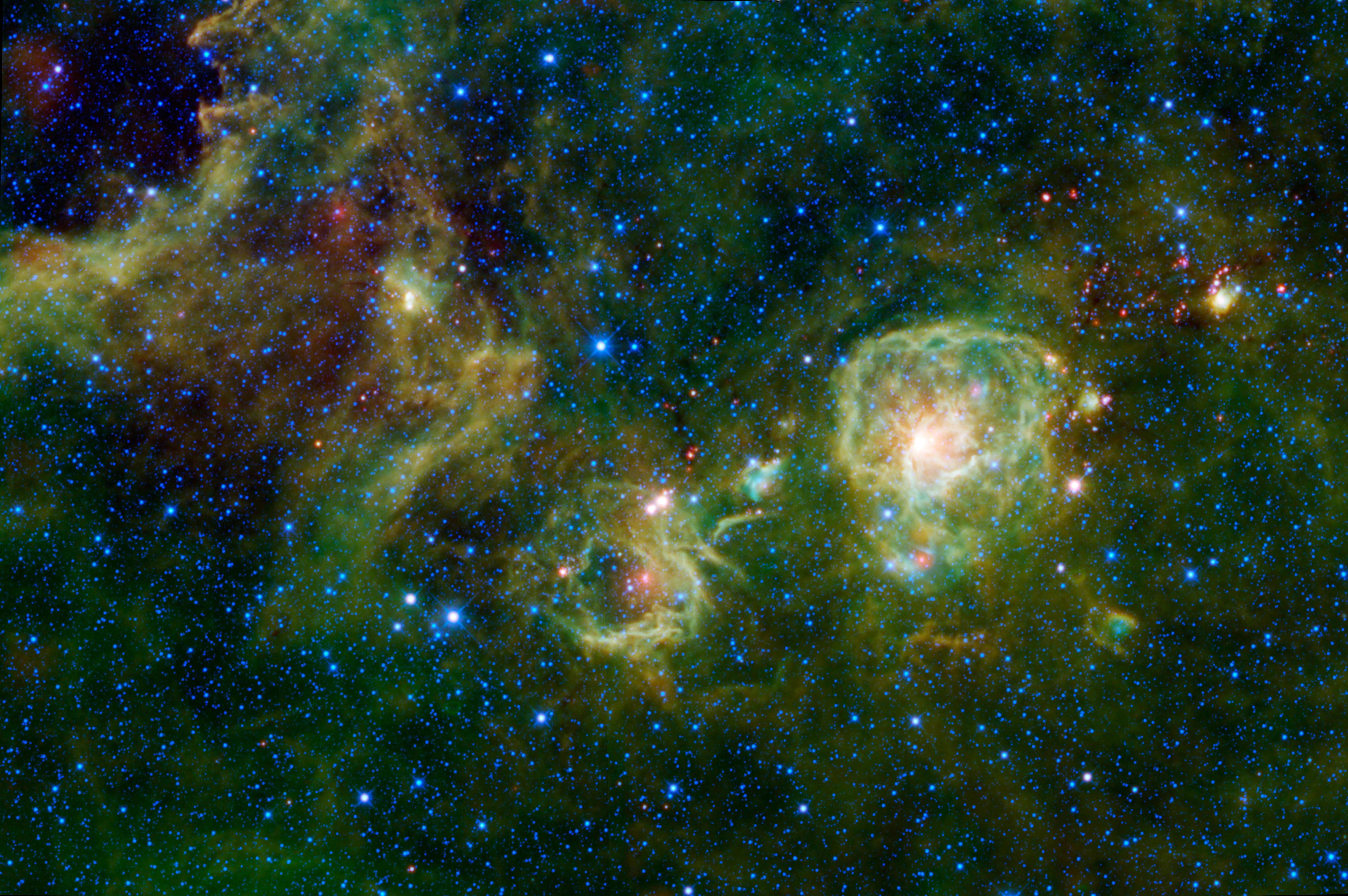
Il Vela Molecular Ridge, una delle strutture nebulose maggiori del Braccio di Orione

Oltre la Nebulosa di Gum avverrebbe la diramazione del Braccio di Orione; il ramo più interno, quello che segue l'andamento degli altri bracci di spirale della Via Lattea, si allunga in direzione della costellazione delle Vele ed è dominato dal grande complesso nebuloso del Vela Molecular Ridge (VMR). Al Vela Molecular Ridge appartengono tradizionalmente quattro nubi maggiori, indicate con le lettere A-B-C-D, dalla più orientale alla più occidentale; tre di queste, A, C e D, si trovano a circa 700-1 000 parsec di distanza e costituiscono un unico sistema nebuloso, mentre la nube B si trova in una posizione più remota, a circa duemila parsec di distanza. La nube D e ha ospitato i primi fenomeni generativi in un periodo compreso fra uno e dieci milioni di anni fa; successivamente questi fenomeni, sia a causa dell'espansione di una bolla causata dal vento stellare delle giovani stelle calde, sia probabilmente a causa della stessa azione della radiazione di queste stelle, si sono estesi alle regioni Gum 14 e forse Gum 17, dove si osservano diverse popolazioni di stelle T Tauri. Tali fenomeni si sono infine estesi alla nube C e in particolare a Gum 20.
Alle nubi situate a settecento parsec è legata l'associazione Vela R2; fra le stelle appartenenti a essa è presente una gran quantità di gas e polveri interstellari, in parte illuminata per la riflessione della luce delle stelle. La sua età è stimata fra poche centinaia di migliaia di anni e pochi milioni di anni. Alla nube B invece sarebbe legata la grande associazione Vela OB1, che conta diverse decine di stelle di grande massa, fra le quali due supergiganti gialle. Gran parte di queste stelle appare però oscurata dalle polveri interstellari che si frappongono sulla linea di vista.
Le restanti regioni di formazione stellare situate nel Braccio di Orione visibili in questa direzione sono comprese entro una distanza di circa 2 500 parsec; le regioni più estreme si collocano nelle vicinanze della sorgente Puppis A, un antico resto di supernova visibile al confine fra Poppa e Vele, e l'estesa associazione Turner 5, un gruppo di stelle bianco-azzurre molto disperso situato fra le Vele e la Macchina Pneumatica.

### Il ramo esterno

Sh2-310 è una delle regioni H II più estese conosciute

La ramificazione del Braccio di Orione in direzione del Cane Maggiore e della Poppa, a circa l=240° e b=-7°, sarebbe testimoniata dalla presenza di una regione apparentemente sovrappopolata di stelle; questo addensamento è stato a volte messo in relazione alla presenza di una galassia satellite cannibalizzata dalla Via Lattea, la cosiddetta Galassia Nana Ellittica del Cane Maggiore, il cui centro, disgregato, compone l'addensamento stesso. Tuttavia, alcuni studi mostrano che questo addensamento non dovrebbe appartenere a una galassia cannibalizzata, dal momento che la sua posizione giace sullo stesso piano del disco della Via Lattea. È stata così introdotta l'idea che questo addensamento sia imputabile alla presenza di una sezione del Braccio di Orione, visibile in questa direzione in senso longitudinale, che interseca il Braccio di Perseo e raggiunge il Braccio Esterno. A supporto di questa teoria vi sarebbe anche la scoperta all'interno dell'addensamento di stelle con un'età inferiore a 100 milioni di anni, che indicherebbe un evento di formazione stellare notevolmente più recente rispetto a quelli che si suppone essere avvenuti nella Nana del Cane Maggiore, datati 1-2 miliardi di anni. Queste stelle sono peraltro inquadrate all'interno di ammassi aperti situati presso i due bracci di spirale maggiori sopra citati, come NGC 2302, NGC 2362 e NGC 2477.
Fra gli oggetti situati in questa ramificazione si estende Sh2-310, una delle nubi singole di gas ionizzato più grandi conosciute, situata a circa 1 500 parsec dal sistema solare; questa nube, che rappresenta quasi un proseguimento della sequenza di complessi nebulosi visibili fra Unicorno e Cane Maggiore, si estende per oltre duecento parsec e riceve la radiazione delle stelle supermassicce τ Canis Majoris e UW Canis Majoris, entrambe doppie. Nella regione sono presenti diverse stelle di classe spettrale O e B, delle supergiganti azzurre raggruppate in parte nel brillante ammasso aperto NGC 2362. Sh2-310 si trova in uno stadio molto avanzato della sua evoluzione, in cui ha già avuto luogo la massima parte dei fenomeni di formazione stellare che la nube stessa poteva ospitare; l'esito più evidente di questi fenomeni è la nascita del brillantissimo ammasso aperto NGC 2362, composto da una quarantina di stelle blu molto massicce e luminose, estremamente concentrate. L'età media delle componenti dell'ammasso si aggira sui 5 milioni di anni; le stelle T Tauri in esso contenute avrebbero un'età stimata sui 1,8 milioni di anni, o, a seconda dei modelli, fino a 5 milioni di anni.

## Oggetti principali

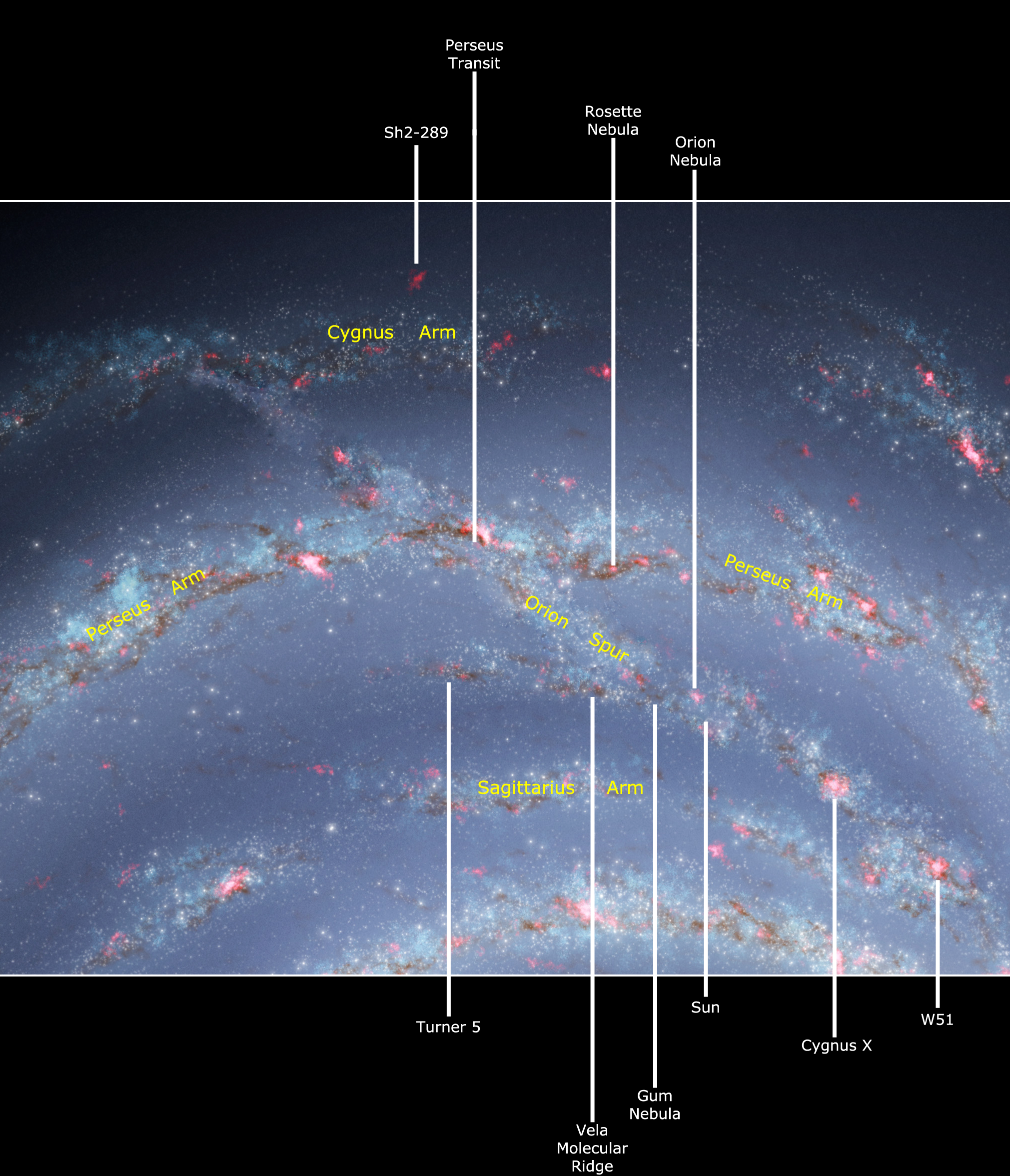
Ricostruzione del Braccio di Orione con la posizione delle maggiori strutture galattiche

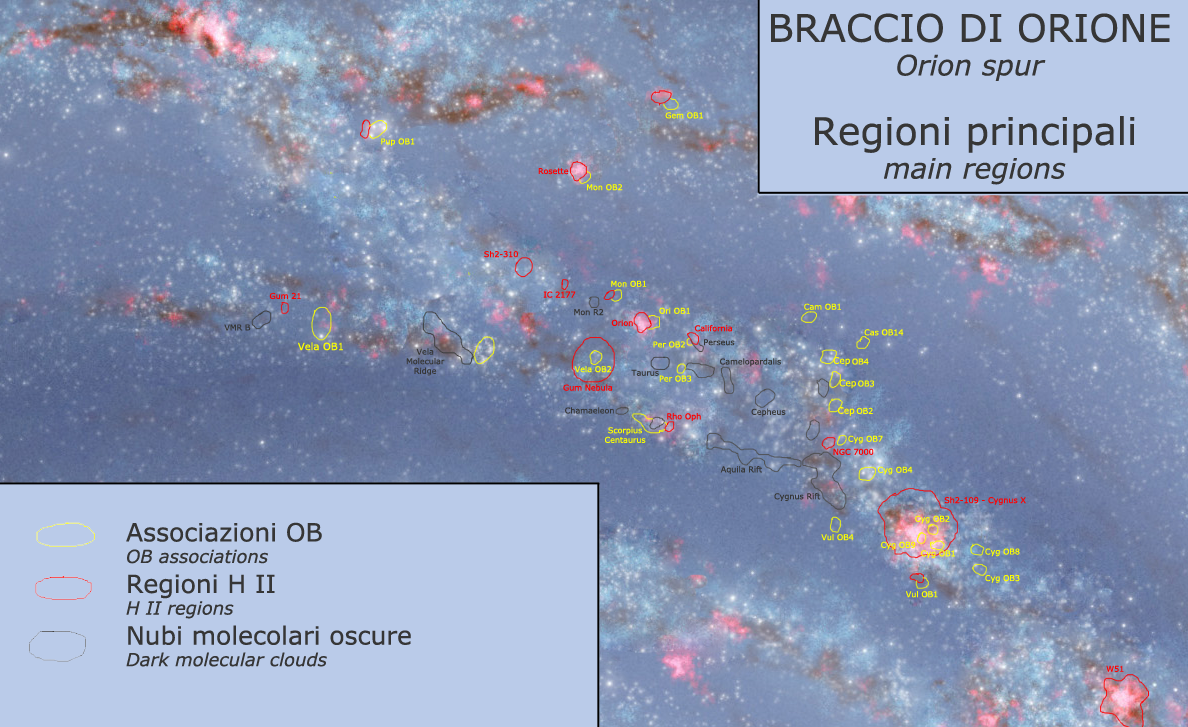
Mappa delle strutture maggiori del Braccio di Orione

La stragrande maggioranza degli oggetti visibili dalla Terra appartengono al Braccio di Orione; tra questi:
- M6, l'Ammasso Farfalla; dista 215 parsec e si colloca oltre la Nube di Rho Ophiuchi, sul bordo interno del braccio.
- M7, ammasso aperto; dista 245 parsec e si trova nello stesso ambiente galattico del precedente.
- M23, ammasso aperto; dista 659 parsec e giace all'estremo bordo del braccio, oltre i due ammassi precedenti.
- M25, ammasso aperto; dista 613 parsec, a breve distanza da M23.
- M27, la Nebulosa Manubrio; dista 417 parsec e si trova fisicamente vicino alle nubi oscure visibili in direzione della Volpetta.
- M29, ammasso aperto; dista 1 200-2 200 parsec e appare fortemente oscurato dalle nubi della Fenditura del Cigno. Si trova nella stessa regione del Complesso del Cigno.
- M34, ammasso aperto; dista 400 parsec ed è situato a poche decine di parsec dalla Nube di Perseo.
- M35, ammasso aperto; dista 860 parsec e si trova sul bordo esterno del braccio, oltre il Complesso di Orione e la Nebulosa Cono.
- M39, ammasso aperto; dista 253 parsec e si colloca a breve distanza dalle grandi nubi molecolari che oscurano la Via Lattea in direzione di Cefeo.
- M40, stella doppia; dista 156 parsec e si trova a elevate latitudini galattiche.
- M41, ammasso aperto; dista 721 parsec e si trova a poche decine di parsec dal Complesso di Monoceros R2.
- M42, la Nebulosa di Orione; dista 500 parsec e costituisce la parte più luminosa del Complesso di Orione.
- M43, parte della Nebulosa di Orione; condivide con M42 distanza e posizione.
- M44, il Praesepe; dista 178 parsec e si trova a una latitudine galattica elevata. Sul lato opposto del piano galattico in corrispondenza del Presepe si estendono le propaggini più avanzate della Bolla di Orione-Eridano.
- M45, le Pleiadi; dista 135 parsec e sta attraversando una regione nebulosa adiacente alla Nube del Toro. Parte di queste nubi e polveri viene illuminata dalla luce delle stelle dell'ammasso.
- M46, ammasso aperto; dista 1 700 parsec e si troverebbe sul ramo che interseca il Braccio di Perseo.
- M47, ammasso aperto; dista 490 parsec e giace in una posizione intermedia fra il Complesso di Orione e la Nebulosa di Gum.
- M48, ammasso aperto; dista 460 parsec e si trova a elevate latitudini galattiche, a poche decine di parsec dal precedente.
- M50, ammasso aperto; dista 920 parsec e si trova in una regione intermedia fra il Complesso di Monoceros R2 e la Nebulosa Gabbiano, sebbene a una diversa latitudine galattica.
- M57, la Nebulosa Anello; dista 705 parsec e si colloca a un'elevata latitudine galattica. Alla stessa distanza, ma a ridosso dell'equatore galattico, si estende la Fenditura del Cigno.
- M67, ammasso aperto; dista 830 parsec e si posiziona a un'elevatissima latitudine galattica, quasi all'esterno del Braccio di Orione. A causa della sua posizione viene considerato un ammasso aperto atipico.
- M73, asterismo; le sue componenti stellari si trovano a distanze diverse fra loro.
- M76, la Piccola Nebulosa Manubrio; dista 1 042 parsec e si trova sul bordo esterno del braccio, nella regione di Camelopardalis OB1.
- M78, nebulosa diffusa; dista 490 parsec e costituisce una piccola porzione illuminata della nube Orion B, nel Complesso di Orione.
- M93, ammasso aperto; dista 1 100 parsec e si trova nella stessa regione cui appartiene anche Sh2-310.
- M97, la Nebulosa Civetta; dista 797 parsec e si trova a un'elevata latitudine galattica, in corrispondenza delle nubi oscure di Cefeo-Cassiopea.
- NGC 2264, la Nebulosa Cono; dista 750 parsec e costituisce la parte centrale del complesso di Monoceros OB1.
- NGC 2451, ammasso aperto; si tratta di una sovrapposizione di due ammassi aperti situati a 206 e 370 parsec. Il più distante si trova sul bordo della grande Nebulosa di Gum.
- IC 2602, le Pleiadi del Sud; dista 147 parsec e viene considerato come l'estremità sudoccidentale dell'Associazione Scorpius-Centaurus. Si trova a metà strada fra la Nube di Rho Ophiuchi e la Nebulosa di Gum.

### Libri
- (EN) Linda Siobhan Sparke, John Sill Gallagher, Galaxies in the universe: an introduction, 2ª ed., Cambridge, USA, Cambridge University Press, 2007, ISBN 978-0-521-85593-8.
- (EN) R. C. Kennicutt, François Schweizer, J. E. Barnes, Galaxies: interactions and induced star formation, Sauverny, CH, Swiss Society for Astrophysics and Astronomy, 1998, ISBN 3-540-63569-6.
- (EN) Keiichi Wada, Mapping the Galaxy and Nearby Galaxies, New York, USA, Springer, 2008, ISBN 978-0-387-72767-7.
- (EN) Reipurth, B. et al., Handbook of Star Forming Regions, Volume I: The Northern Sky, vol. 4, ASP Monograph Publications, 2008, ISBN 1-58381-670-4.
- (EN) Reipurth, B. et al., Handbook of Star Forming Regions, Volume II: The Southern Sky, vol. 5, ASP Monograph Publications, 2008, ISBN 1-58381-671-2.

### Pubblicazioni scientifiche
- Sato, Mayumi; Hirota, Tomoya; Reid, Mark J.; Honma, Mareki; Kobayashi, Hideyuki; Iwadate, Kenzaburo; Miyaji, Takeshi; Shibata, Katsunori M., Distance to G14.33-0.64 in the Sagittarius Spiral Arm: H2O Maser Trigonometric Parallax with VERA, in Publications of the Astronomical Society of Japan, vol. 62, n. 2, aprile 2010,  pp. 287–299.
- Xu, Y.; Reid, M. J.; Menten, K. M.; Brunthaler, A.; Zheng, X. W.; Moscadelli, L., Trigonometric Parallaxes of Massive Star-Forming Regions: III. G59.7+0.1 and W 51 IRS2, in The Astrophysical Journal, vol. 693, n. 1, marzo 2009,  pp. 413–418, DOI:10.1088/0004-637X/693/1/413.
- Vázquez, Ruben A.; May, Jorge; Carraro, Giovanni; Bronfman, Leonardo; Moitinho, André; Baume, Gustavo, Spiral Structure in the Outer Galactic Disk. I. The Third Galactic Quadrant, in The Astrophysical Journal, vol. 672, n. 2, gennaio 2008,  pp. 930–939, DOI:10.1086/524003.

### Carte celesti
- Toshimi Taki, Taki's 8.5 Magnitude Star Atlas, su geocities.jp, 2005. URL consultato il 7 novembre 2010 (archiviato dall'url originale il 5 novembre 2018). - Atlante celeste liberamente scaricabile in formato PDF.
- Tirion, Rappaport, Lovi, Uranometria 2000.0 - Volume I & II, Richmond, Virginia, USA, Willmann-Bell, inc., 1987, ISBN 0-943396-14-X.
- Tirion, Sinnott, Sky Atlas 2000.0, 2ª ed., Cambridge, USA, Cambridge University Press, 1998, ISBN 0-933346-90-5.
- Tirion, The Cambridge Star Atlas 2000.0, 3ª ed., Cambridge, USA, Cambridge University Press, 2001, ISBN 0-521-80084-6.

### Oggetti e strutture
- Cintura di Gould
- Galassia
- Galassia spirale barrata
- Lista delle stelle più vicine
- Nube molecolare
- Nube molecolare gigante

### Fenomeni e processi
- Evoluzione stellare
- Formazione stellare